# 2019年12月24日香港警民衝突
2019年12月24日香港平安夜警民衝突，是指於2019年12月24日（平安夜），大批巿民在全港多區參與迎接聖誕節，兼就「五大訴求」進行示威活動，警察於尖沙咀、旺角等地方發射大量催淚彈及橡膠子彈，引致多處爆發警民衝突。

## 各區情況

### 尖沙咀

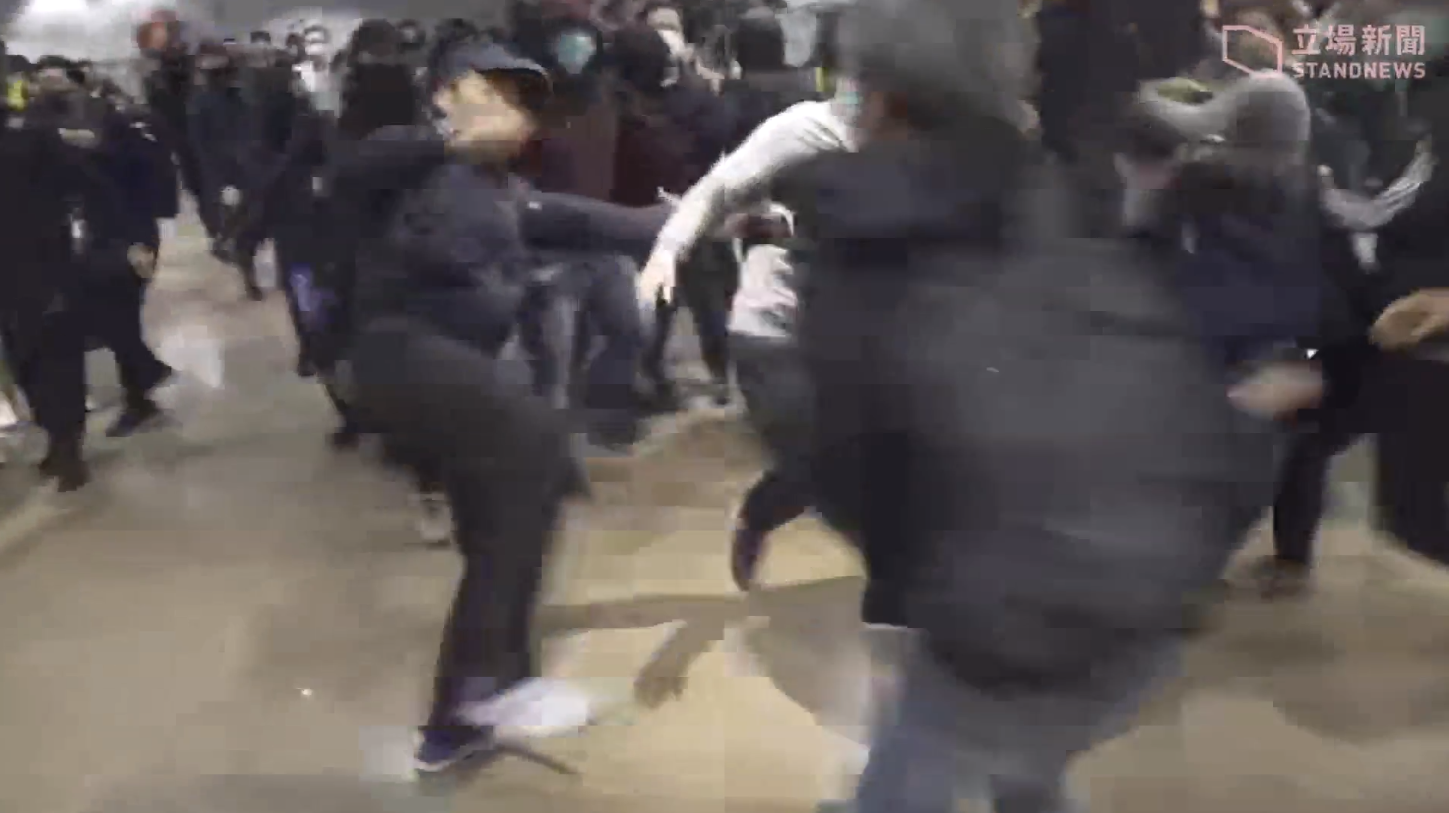
市民在港威商場遊行期間，多名便衣警混入人群中引起衝突和打鬥，場面混亂

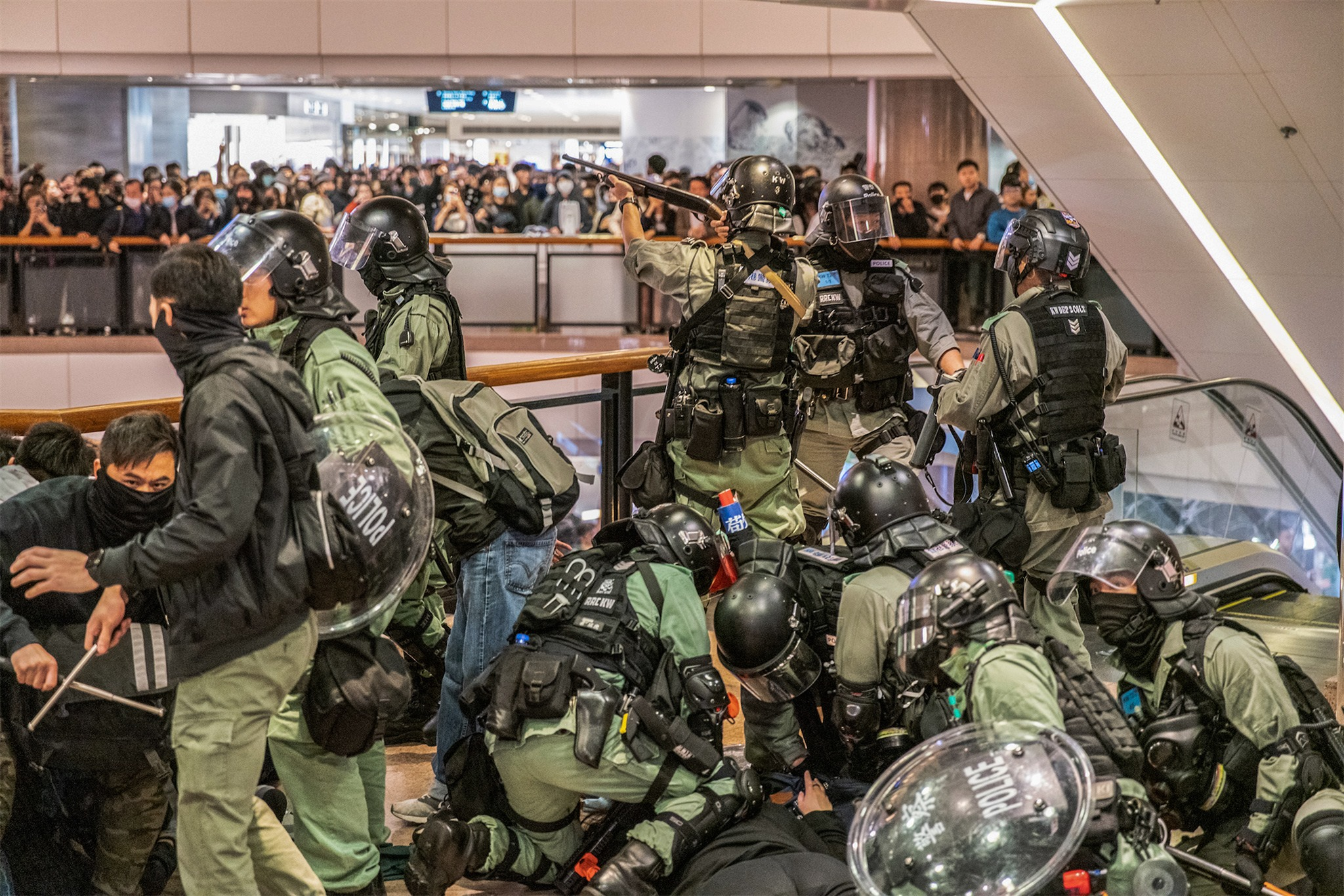
防暴警員持長槍指向港威商場中庭範圍

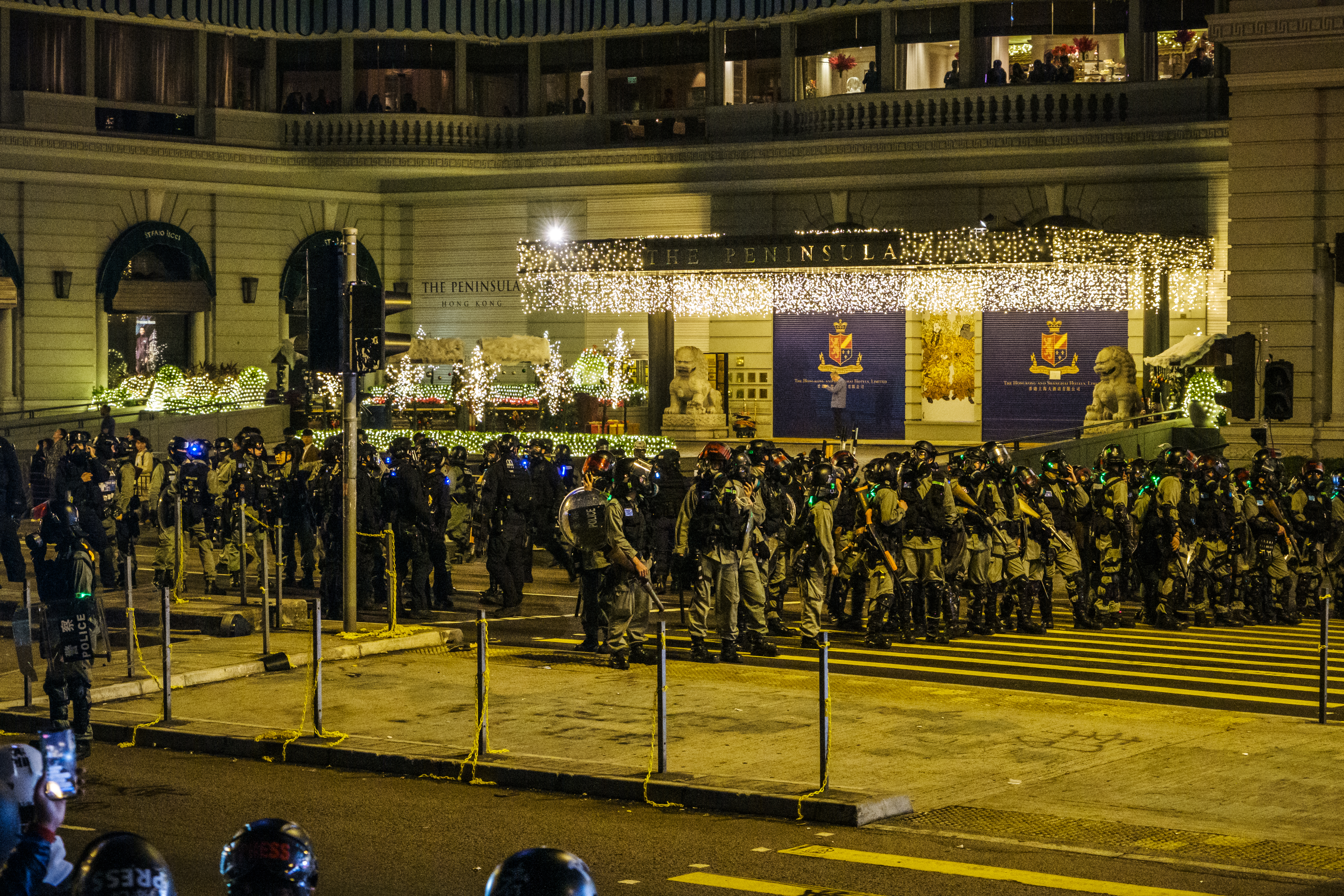
防暴警察于半島酒店附近集结

晚上7時許，大批市民在海港城港威商場聚集和喊口號，現場有大批便衣警員，引起示威者不滿。同一時間，警務處處長鄧炳強親自到尖沙咀問候現場戒備的警員。有現場人士的隨身物品被便衣警截查。到8時許，有便衣警員被人包圍及投擲離物引發衝突，大批市民包圍警員，並大叫放人。其後大批防暴警察到場增援，並制服多人，向在場人士射胡椒噴劑，場面混亂。有記者更拍攝到有防暴警員持長槍指向中庭範圍。防暴警到晚上8時30分才開始撤出商場，數人被帶走。
在8時半，約500名巿民在尖沙咀鐘樓集合，沿星光大道方遊行，大喊「光復香港 時代革命」、「五大訴求 缺一不可」、「解散警隊 刻不容緩」等口號，有防暴警指巿民故意堵路，一名男子走出馬路打算繞過現場，惟被警員撞跌，其後被捕。其後防暴警走到彌敦道半島酒店對開以雙層巴士作掩護，並展示黑旗，未幾即發射催淚彈，市民爭相走避。
至晚上9時許，現場大批市民聚集，防暴警於梳士巴利道半島酒店對開舉橙旗警告開槍，隨即近距離向人群平射催淚彈及橡膠子彈，其後有示威者疑被催淚彈擊中鼻樑浴血。防暴警亦挑釁聚集於重慶大廈外的巿民，大嗌「曱甴」、「差館見」、「你哋上路啦」。亦有示威者在港鐵尖東站外掘地磚堵路，警方調派水炮車及裝甲車前往尖沙咀。而港鐵宣布關閉尖沙咀站，荃灣線列車不停尖沙咀站。
至晚上11點，警方於尖沙咀發射水炮及胡椒球彈驅散人群，惟根據使用守則，要出動水炮車必須符合以下條件，包括出現嚴重傷亡、財物被大肆破壞，以及交通幹道受干擾。水炮車昨晚出動時，明顯未見以上任何情況。更有示威者向尖沙咀警署投擲汽油彈。警方亦警告示威者停止違法行為，市民及駕駛人士亦避免前往該區，留意最新交通情況。而尖沙咀警署報案室则暫停服務。

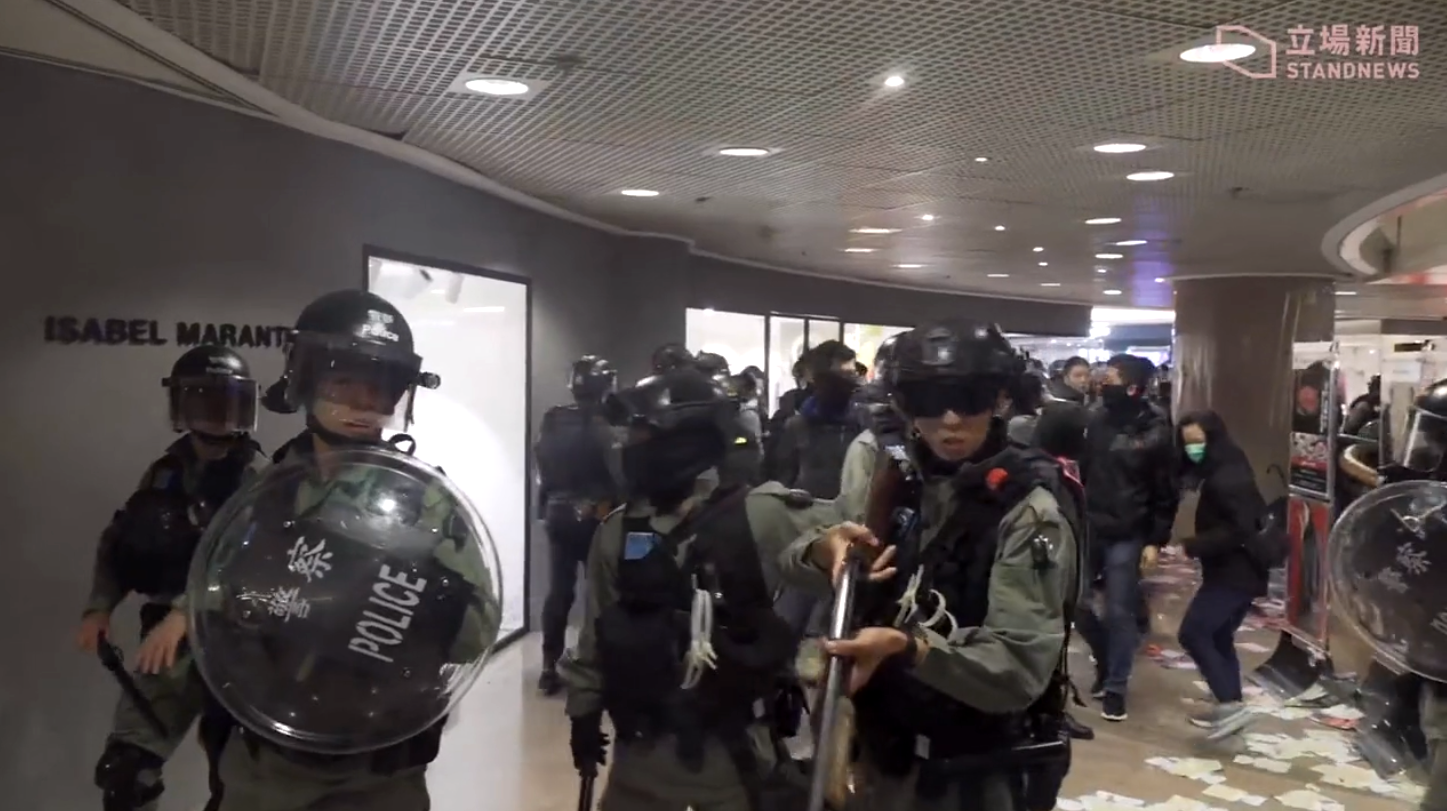
市民與便衣警員發生衝突後，大批防暴警察走入港威商場，地面留下大量紙張
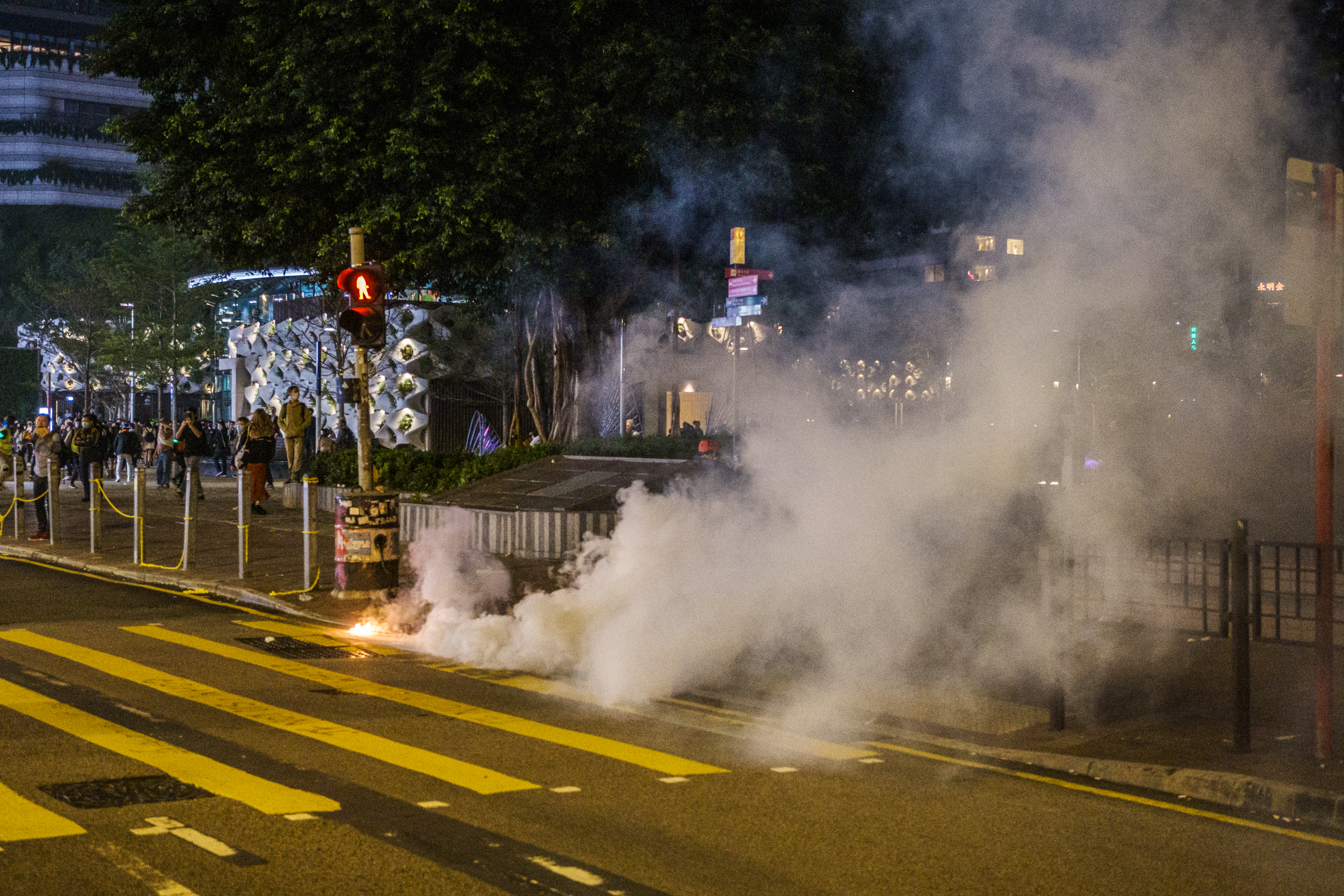
防暴警於梳士巴利道發射催淚彈
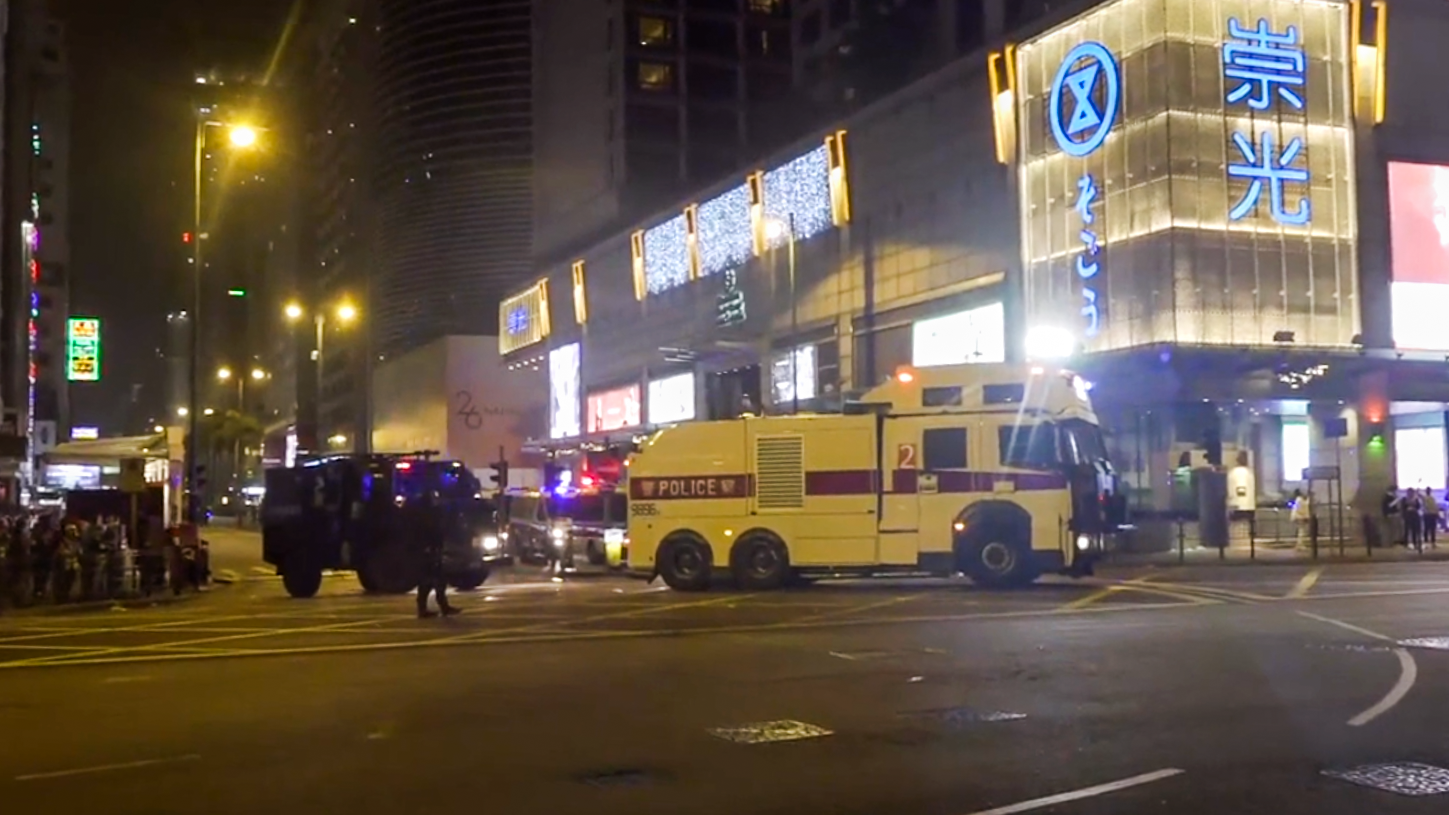
警方調派水炮車及裝甲車前往尖沙咀梳士巴利道
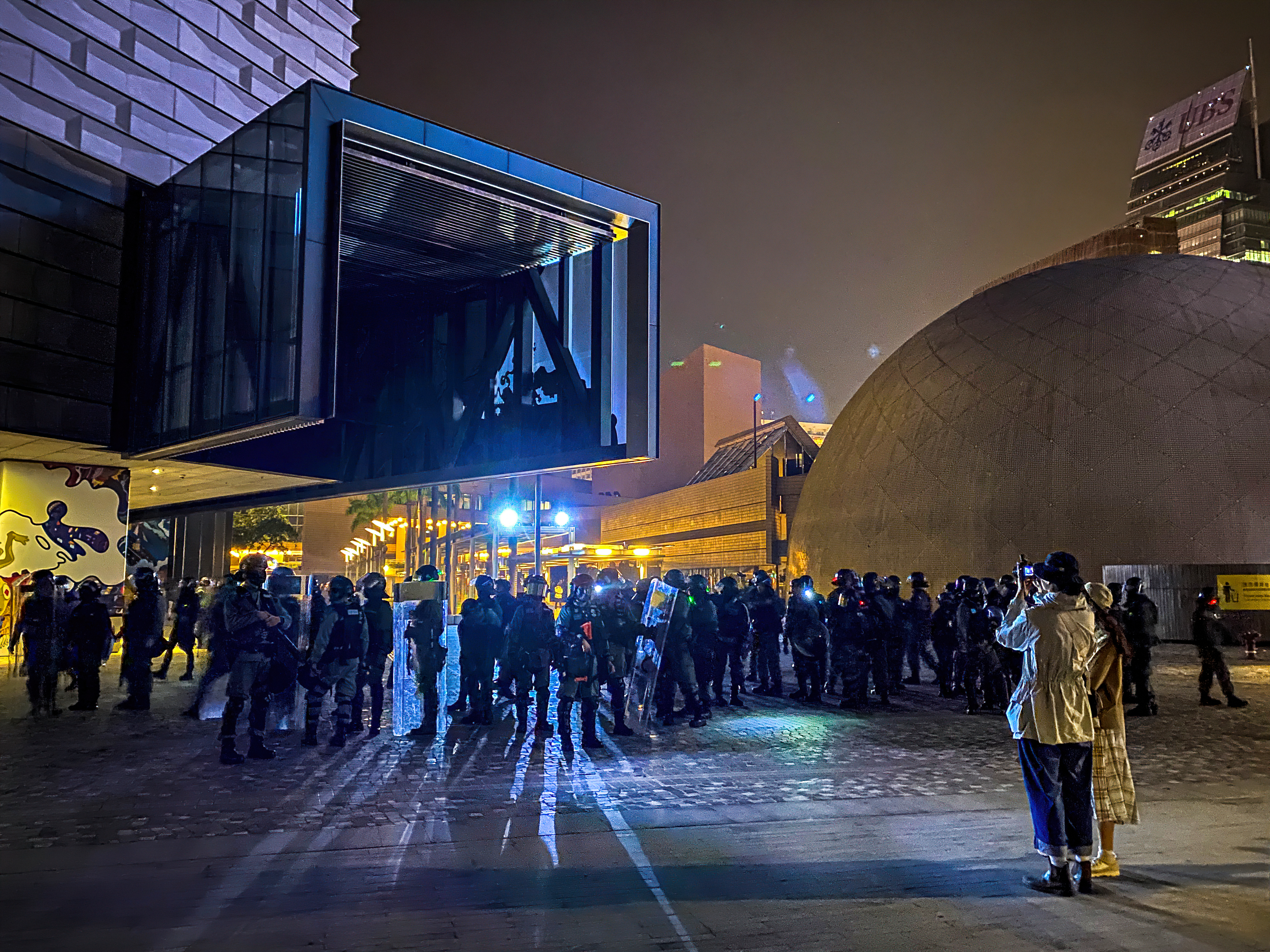
防暴警在梳士巴利花園驅散市民，並設防線
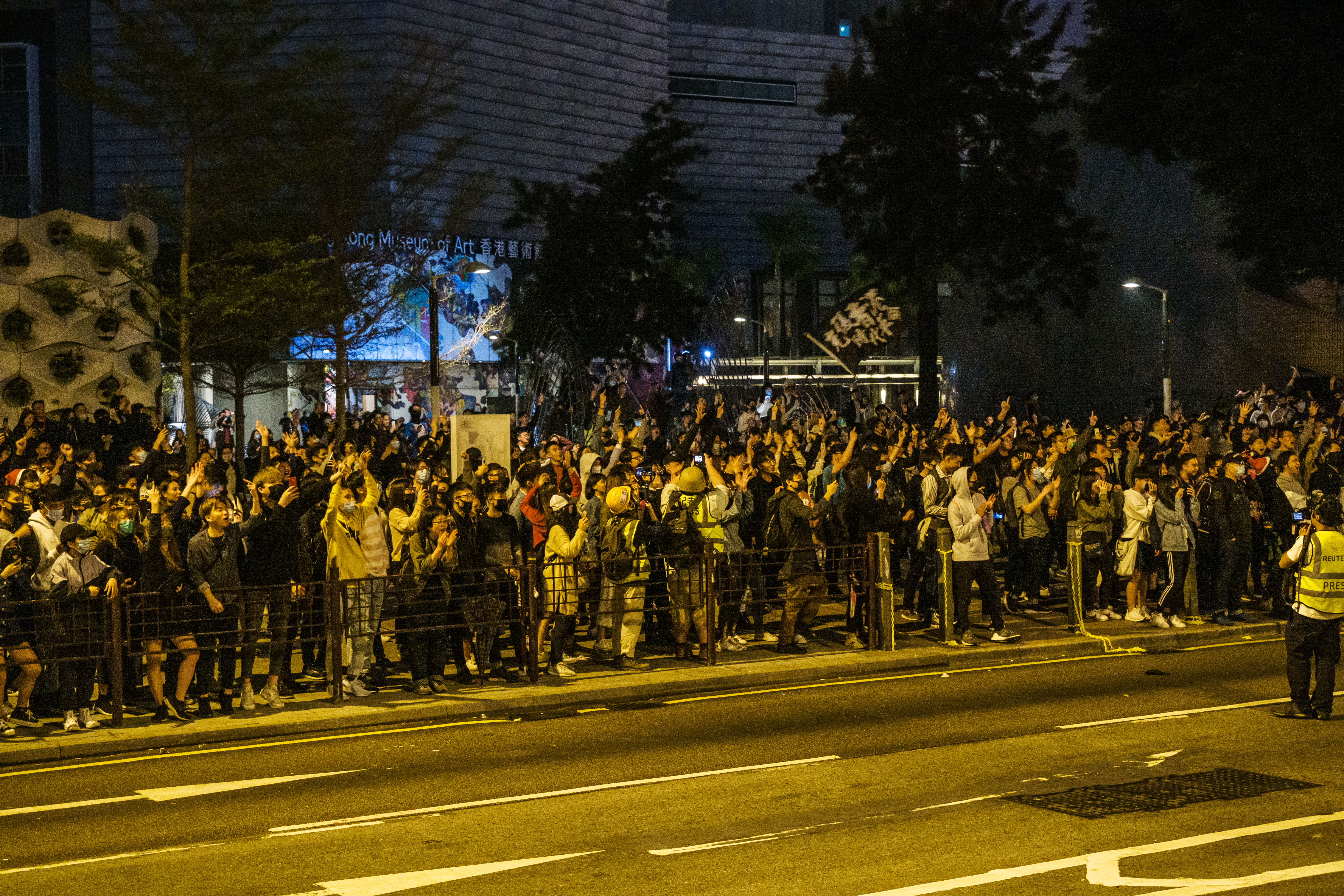
梳士巴利花園外有大批市民逗留
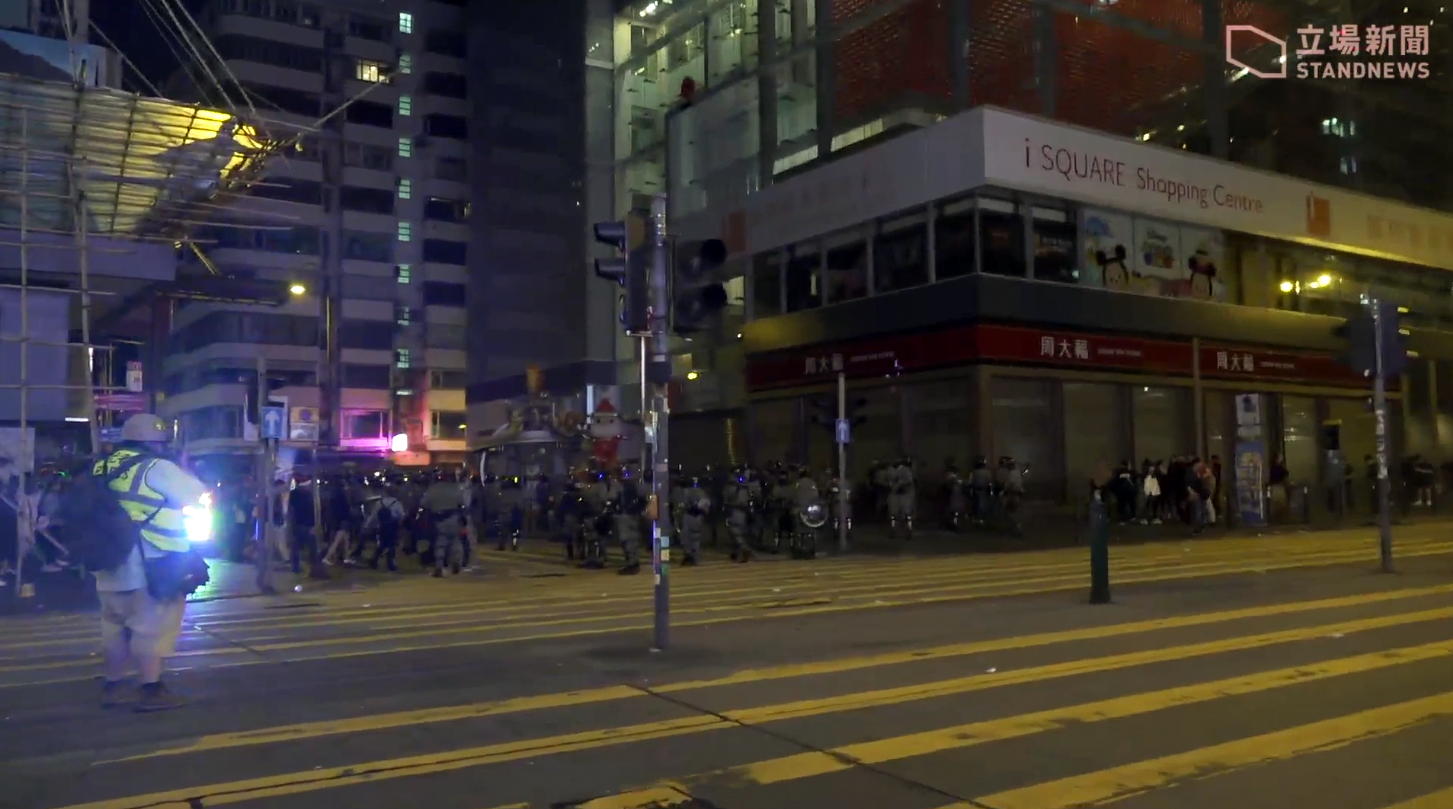
北京道大多商店關閉，現場只有防暴警員和記者
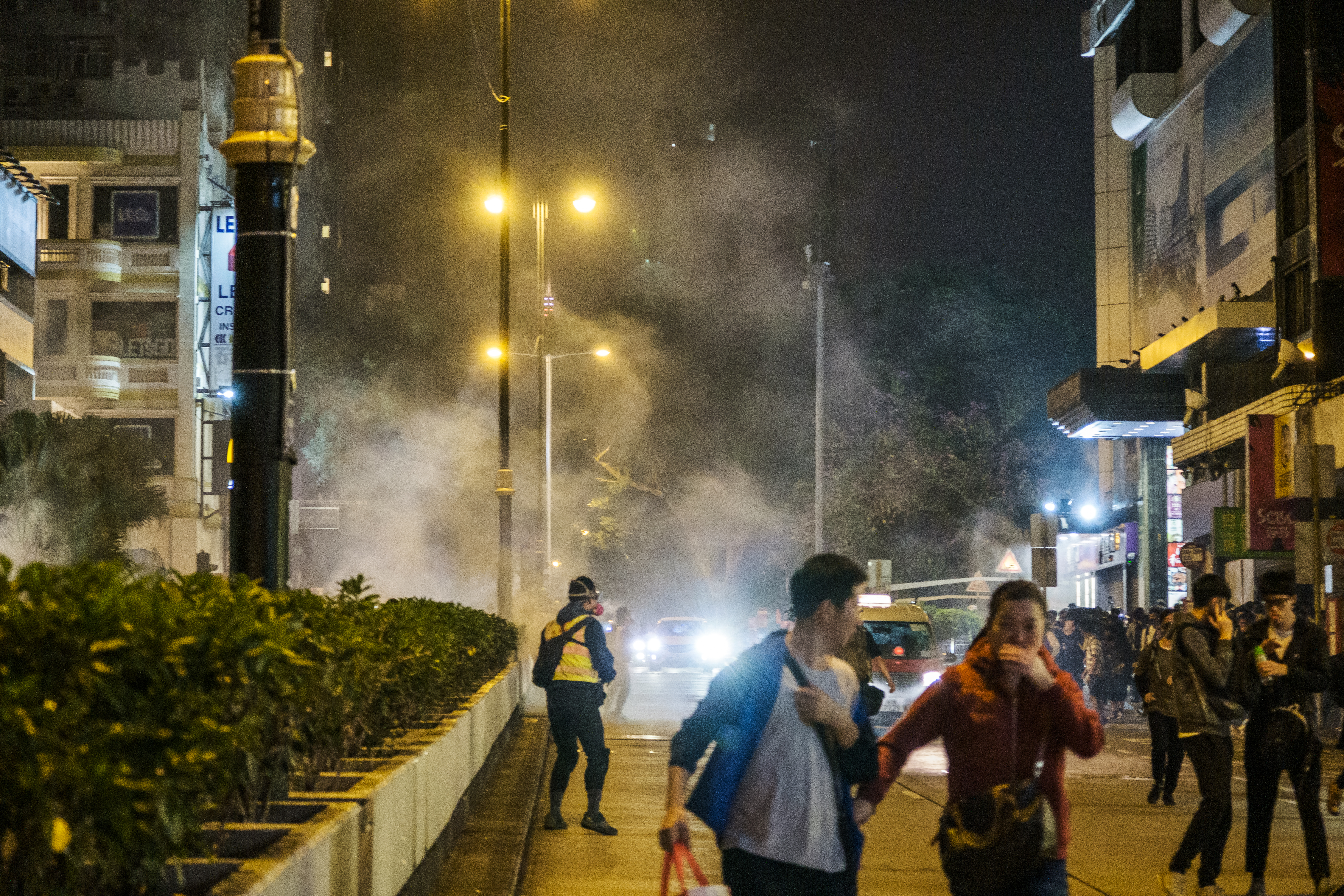
凌晨，防暴警向佐敦方向發射催淚彈，市民爭相走避

### 旺角

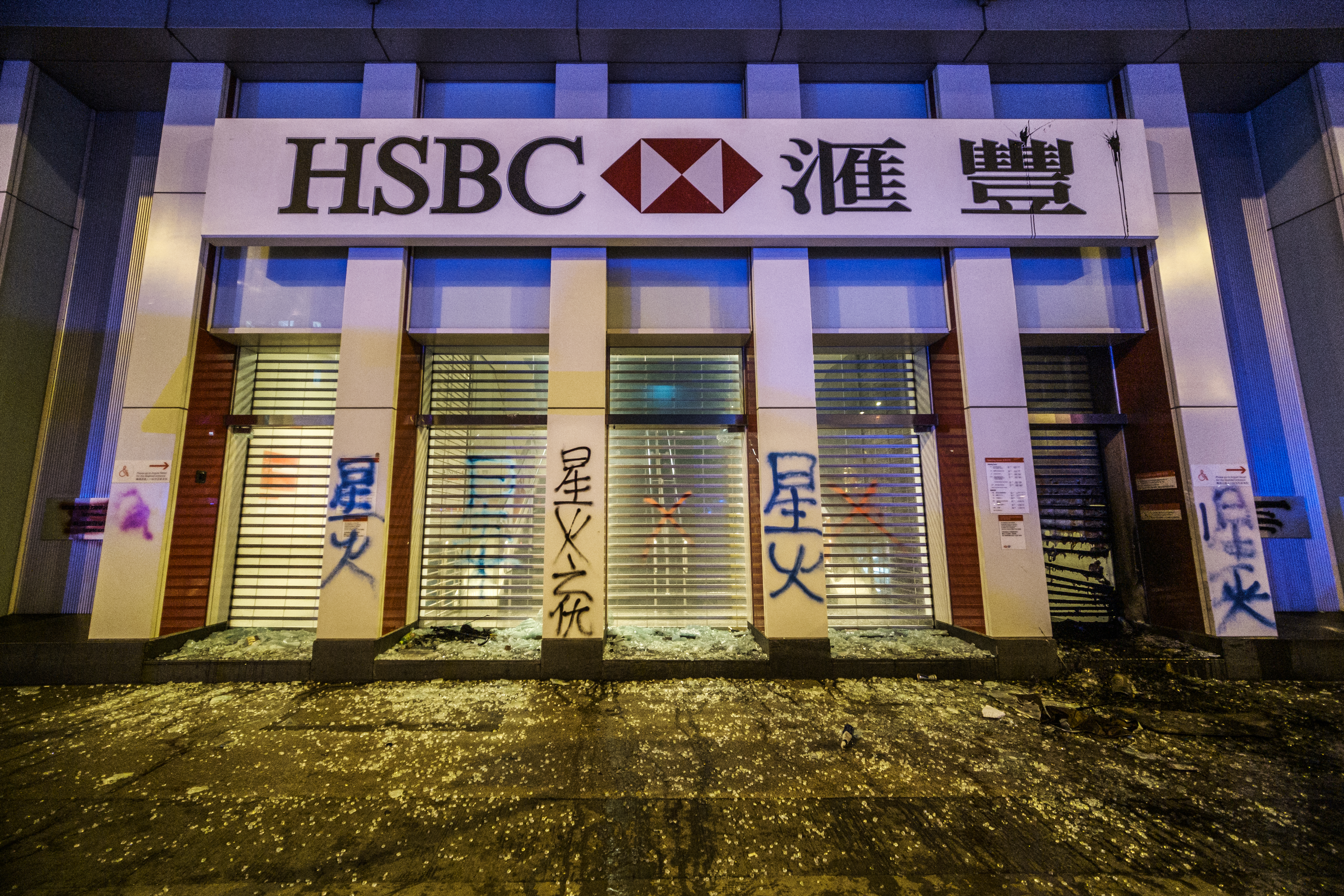
遭到示威者破坏后的旺角滙豐銀行

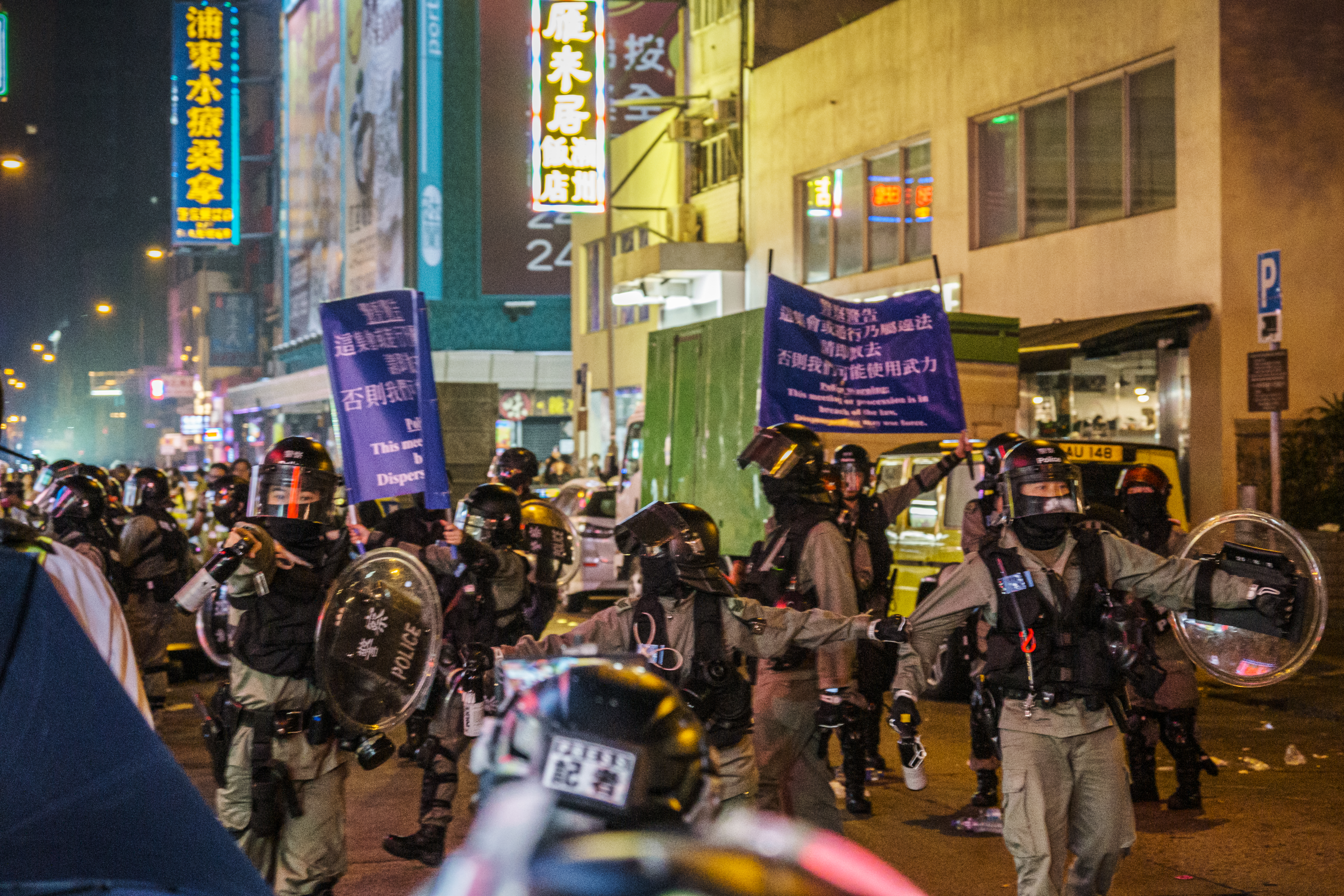
防暴警察于旺角彌敦道举蓝旗警告

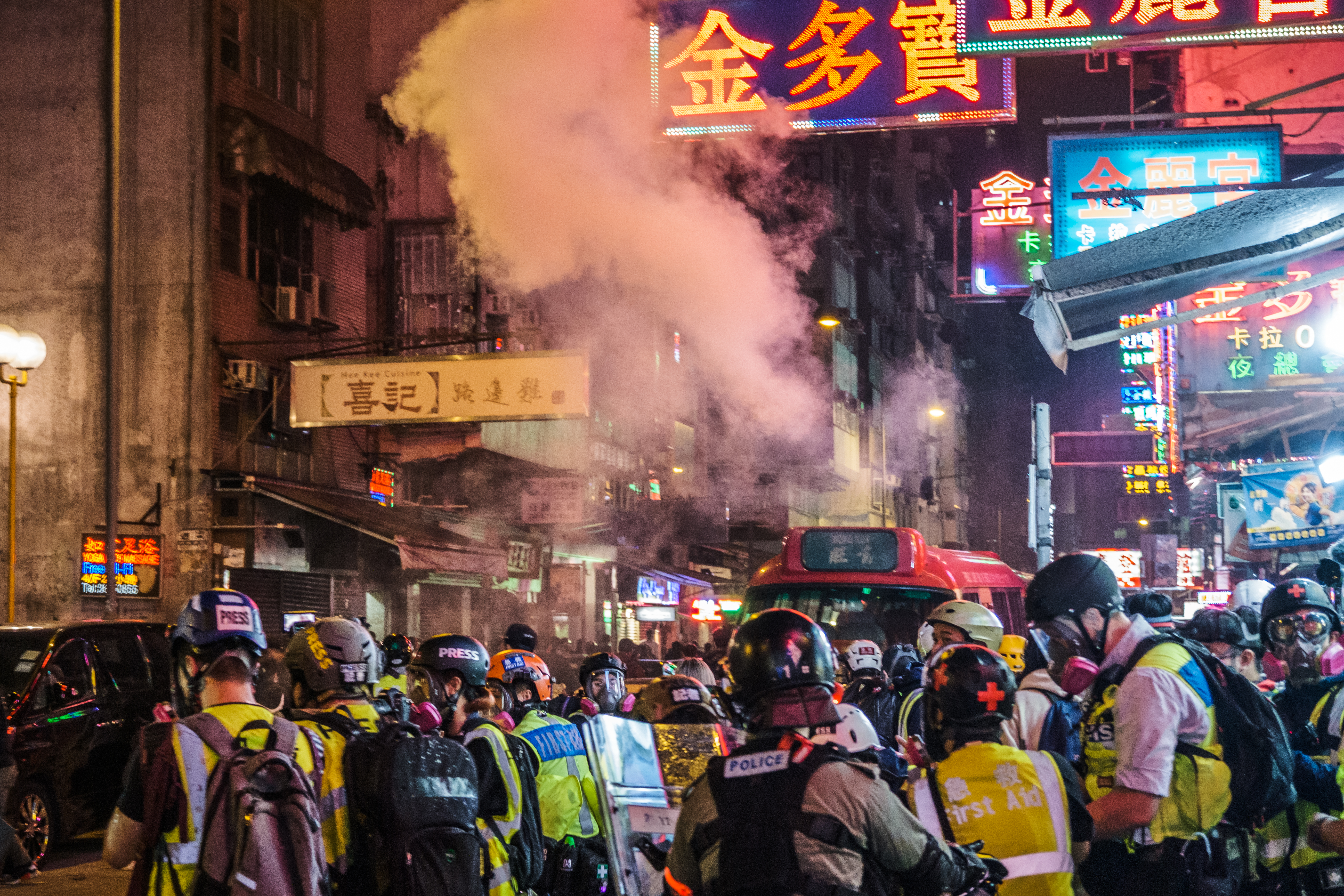
防暴警察于旺角一带發射催淚彈驱散民众

晚上7時許，朗豪坊外有示威者聚集，部分戴上戴口罩，隨後在商場內喊口號，有示威者破壞星巴克。到7時56分，一批防暴警員走入朗豪坊惹起在場示威者和市民不滿，期間有人向防暴警拋雜物，警員向圍觀人士噴射胡椒噴劑並後退，引起場面混亂。
晚上9時許，旺角亞皆老街砵蘭街交界，約有百多名市民聚集，有示威者用垃圾袋及一些障礙物在亞皆老街堵路。至晚上10時許，因港铁旺角站外突發情況及有出入口被縱火，港鐵宣布旺角站暫時關閉，荃灣線及觀塘線列車不停旺角站。
晚上11時許，有示威者破壞旺角彌敦道與山東街的交通燈，同時又於旺角滙豐銀行、花旗銀行外聚集，銀行多幅玻璃幕牆被砸破後再遭縱火，期間一名男子受傷。此外，有示威者还破坏朗豪坊近亞皆老街的Adidas的部分玻璃門。而星巴克於旺角的分店，同样遭到示威者破壞及噴漆。翌日凌晨12时38分，旺角山東街交通銀行同恒生銀行有櫃員機被破壞。凌晨1时，示威者再度破壞匯豐銀行及縱火。至踏入聖誕節（25日）後不久，有示威者投擲汽油彈，警方發射催淚彈及胡椒球彈驅散，一名記者頭部中胡椒球彈浴血受傷，其中右額明顯有一道頗深的傷口，血流如注，其同業及義務急救員，立即為其處理，但遭到警察警告，指不論記者還是「所謂急救」，均須立即離開，否則可能涉嫌「非法集結」，其後更向記者方向連開兩發催淚彈。
一名報章攝影記者頭部懷疑被胡椒球彈打中受傷，人群未有散去，在馬路縱火。防暴警察再出現，施放催淚彈。人群走到朗豪坊外，防暴警察密集放催淚彈，迎來「白煙聖誕」。到凌晨近1時，匯豐銀行再次被縱火，期間發生爆炸。有人向花旗銀行擲汽油彈及用硬物鑿向玻璃。旺角星展銀行同樣被縱火。多盞修葺好的交通燈再次成為攻擊目標。凌晨近一時半，再有人在馬路縱火，防暴警察再到場，指罵現場記者。衝突過後，警察到多處搜捕在豉油街制服一人，在上海街、山東街交界再制服至少2人。
凌晨，一名16歲少年被防暴警察追捕時逃入旺角一家名為「桔梗」的餐廳，其後於二樓墜下地面受傷。「桔梗」對面的小食店「囍囍美食」拒絕示威者要求交出閉路電視紀錄而遭到破壞，其後「桔梗」發聲明指已收到「囍囍美食」提供的閉路電視片段。一名「桔梗」的員工因涉嫌妨礙警方被拘捕。

### 銅鑼灣
100名市民於晚上11時由銅鑼灣出發，步行前往中環蘭桂坊，沿途高喊口號，一直有衝鋒車尾隨。當經灣仔警察總部對開，大批防暴警突由金鐘跑出截停該批市民，要求市民除口罩和出示身份證。記者在場採訪期間，防暴警察粗暴對待記者，甚至手持催淚水劑指向記者，用盾和警棍將記者推撞到對面行人路。

### 油麻地
翌日凌晨1时，有示威者在油麻地彌敦道花旗銀行分行外焚燒雜物縱火。

### 元朗
12月24日，網民號召於元朗YOHO MALL 形點舉行「和你sing(和你唱)」，晚上接近8時，大批防暴警察衝入在商場內搜捕，多人在2樓通道被警員包圍截查。在晚上約8時，一名男子在商場內被警員制服壓在地上。一名姓周19歲青年疑躲避警員追捕，跳出圍欄跌落中庭位置。救護員到達現場後送往屯門醫院治理。微博一度有誤傳傷者為元朗候任區議員張秀賢。張秀賢指他目擊傷者因被防暴警察追捕而從二樓跳下，又表示傷者已被送往屯門醫院治理。區議員李俊威表示傷者神智清醒，能清楚對答。傷者胞姐表示傷者脊椎，有三節骨裂。墮樓的青年清醒，頭部沒有受傷和內出血，右手嚴重骨折。不，背部脊椎有3節骨裂，左手無力。警方以涉嫌襲警將他拘捕。而防暴警察在商場內多次以警棍圍毆和制服多名青年人，引發在場市民不滿。家屬批評警方衝入商場後引起混亂，令人感到害怕。

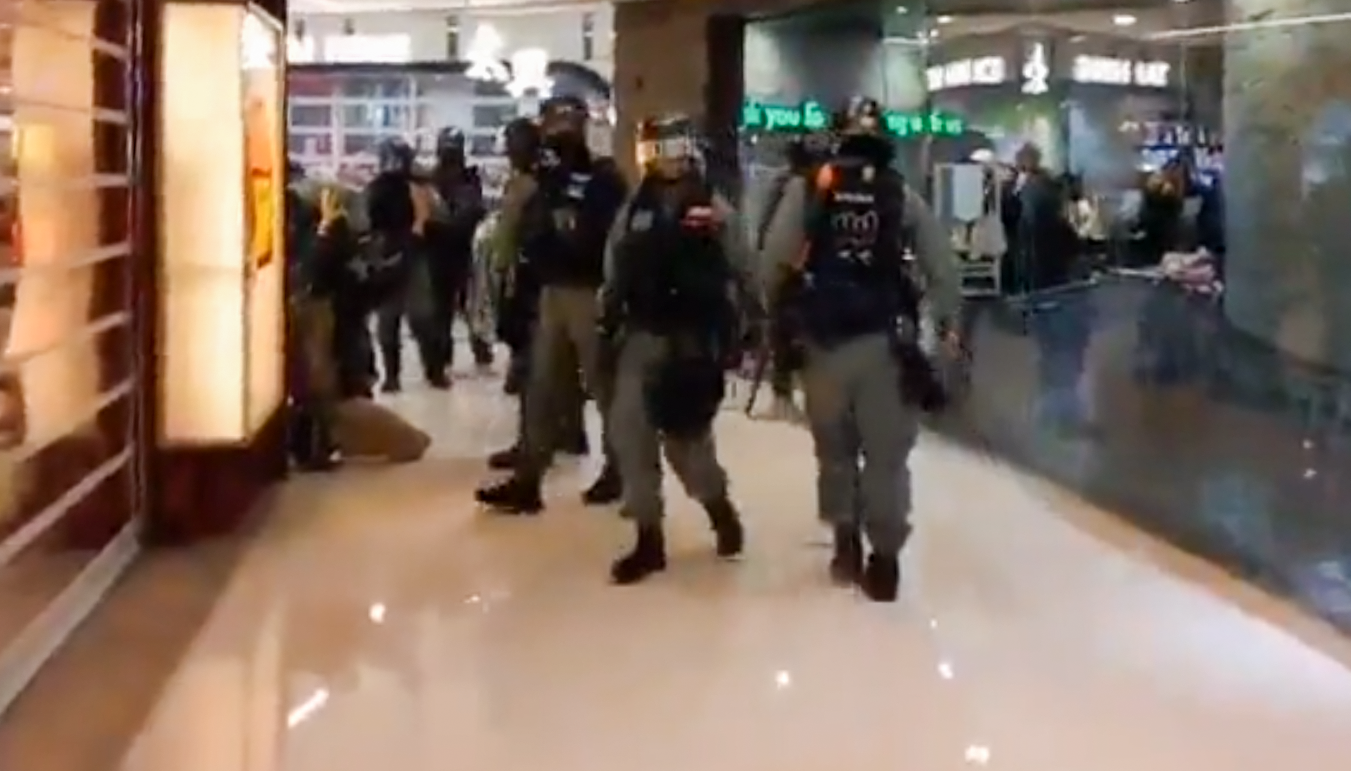
晚上接近8時，大批防暴警察衝入在商場二期，有人被制服並舉起雙手
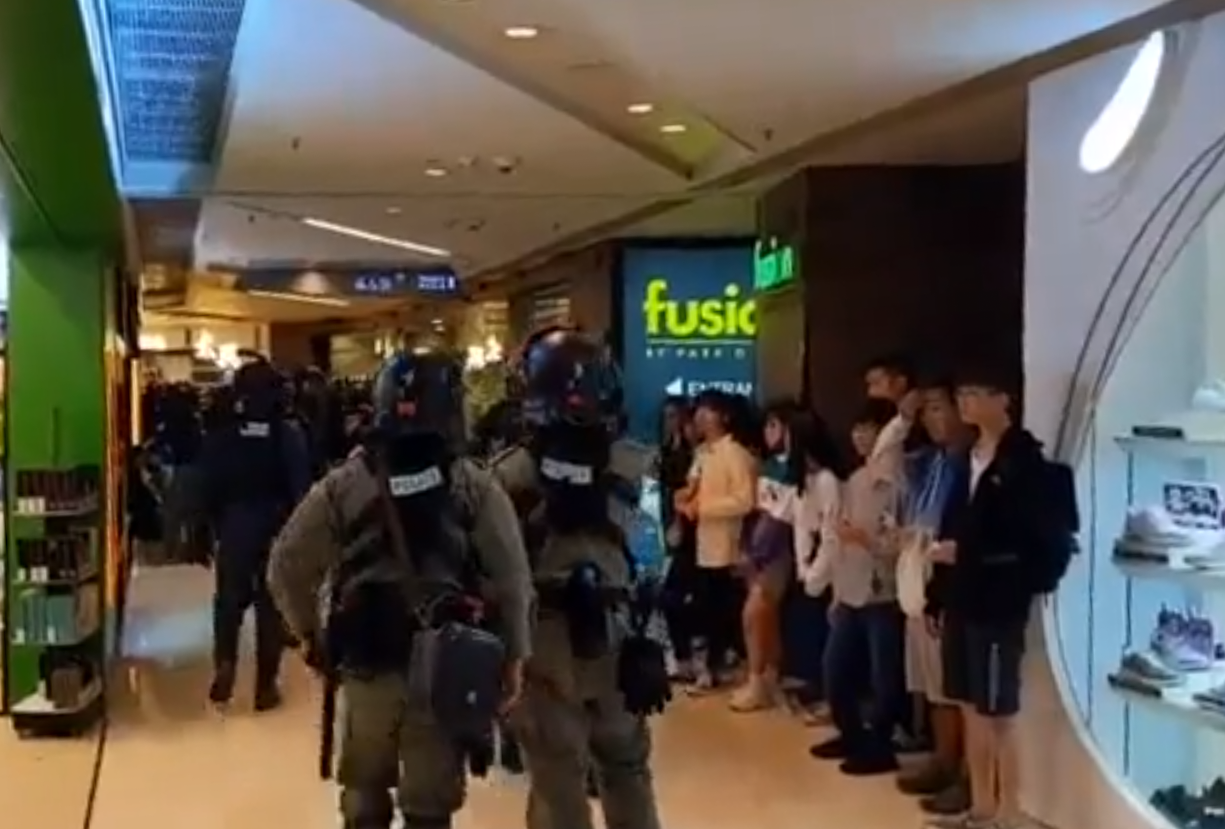
多名年輕人在2樓通道被警員包圍
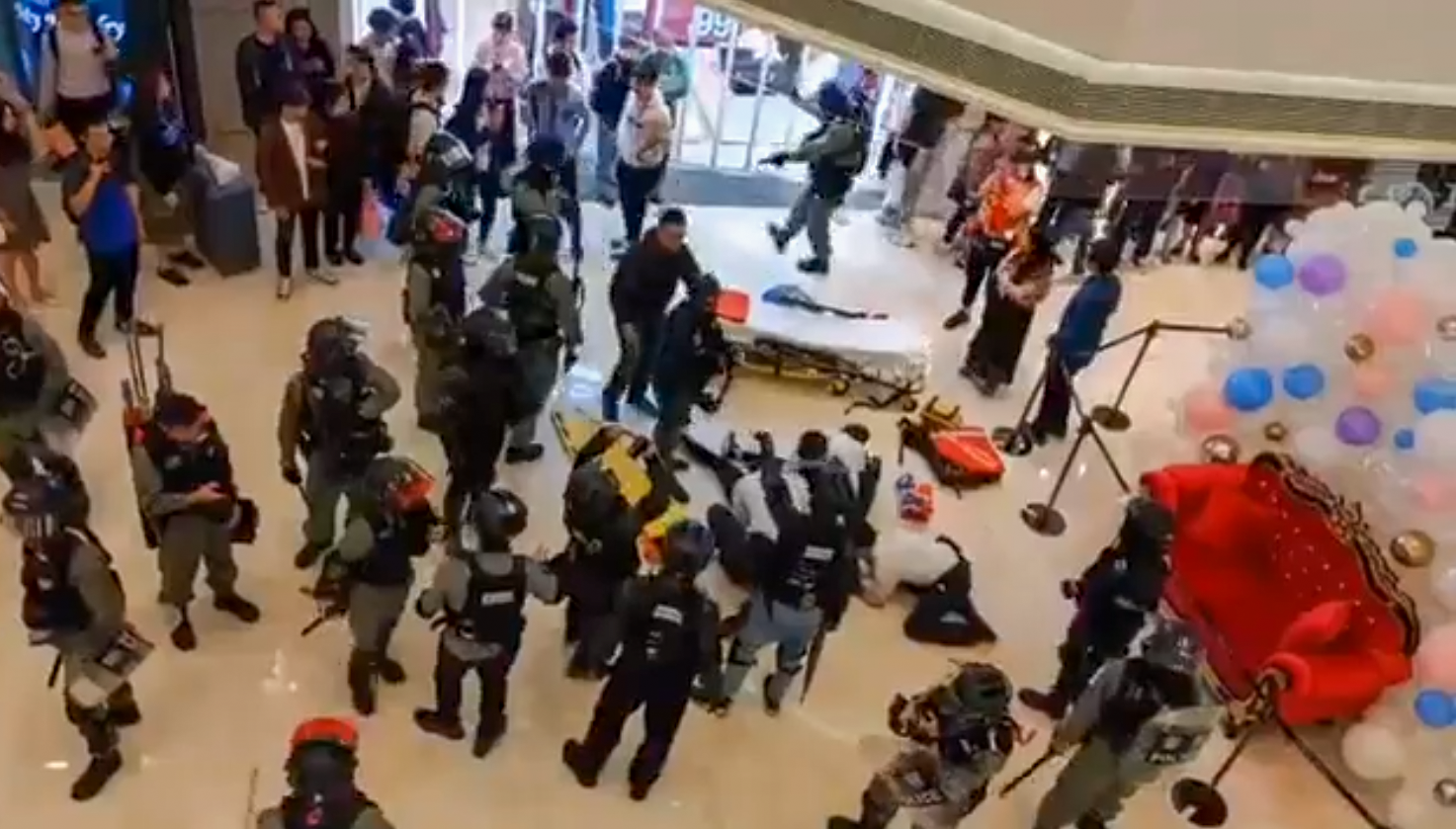
一名姓周19歲青年疑躲避警員追捕，跳出圍欄跌落中庭位置，救護員到達現場
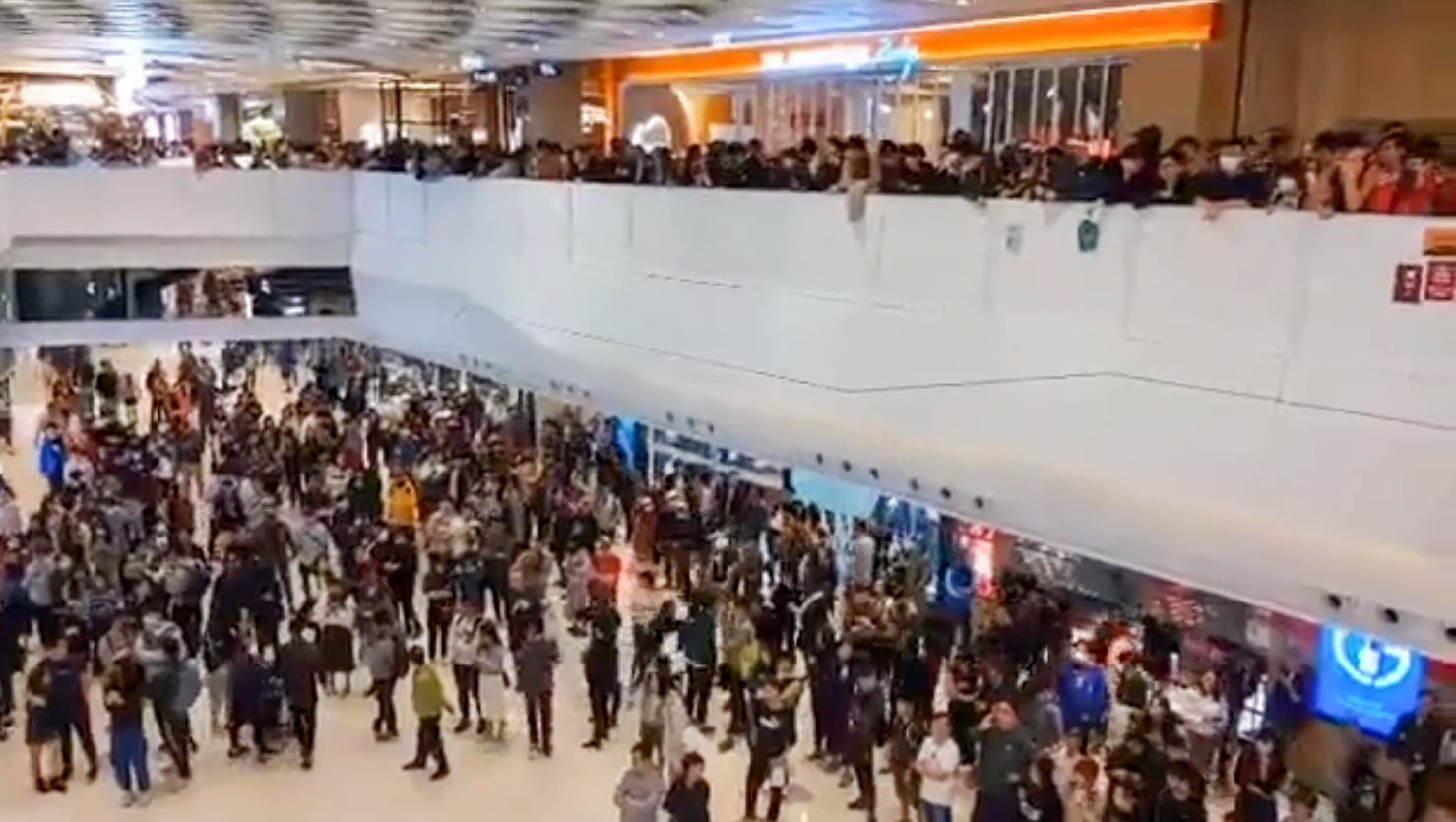
在商場一期聚集的人群
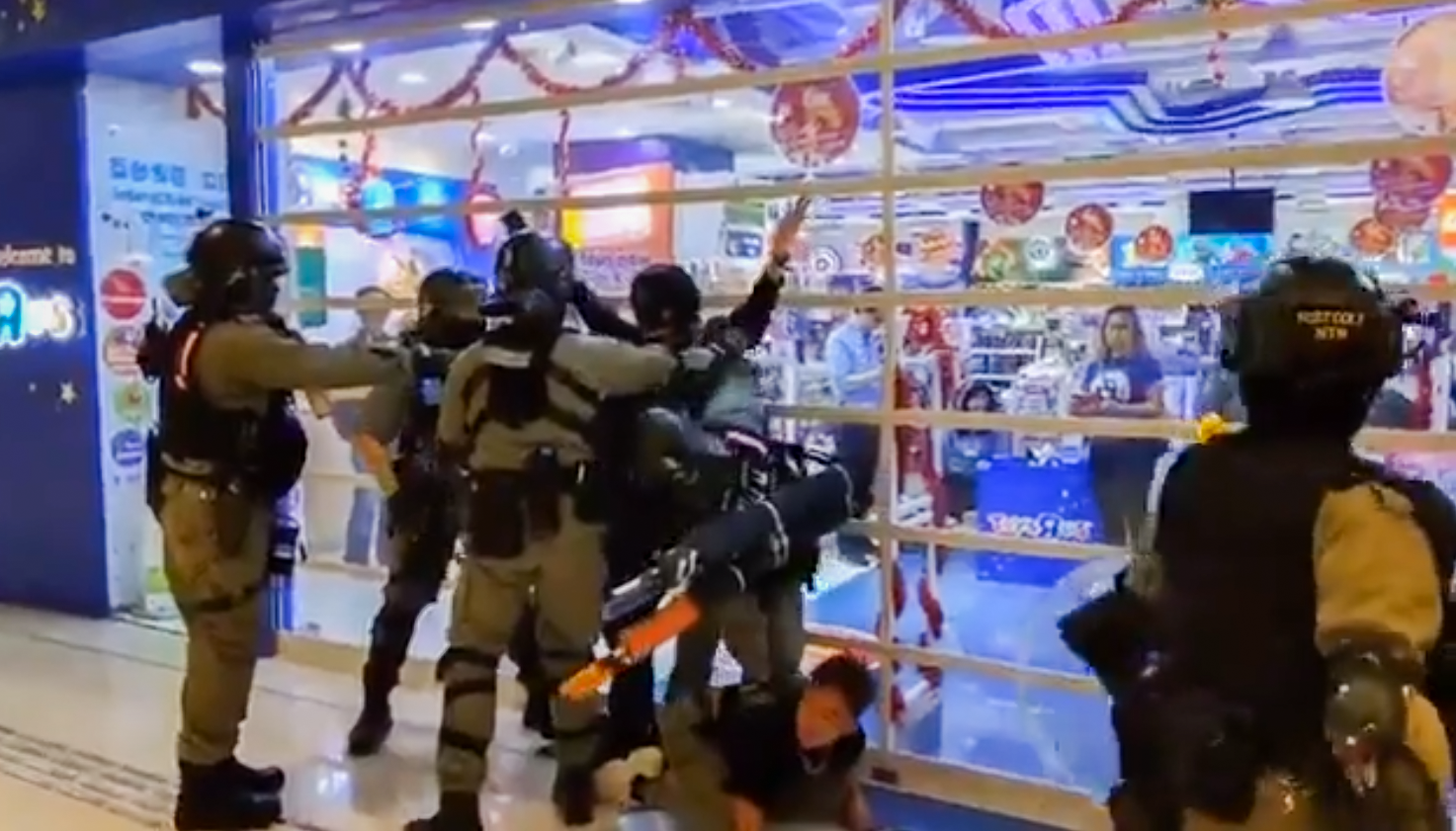
防暴警員在玩具反斗城外制服2名青年人，其中一人舉起雙手
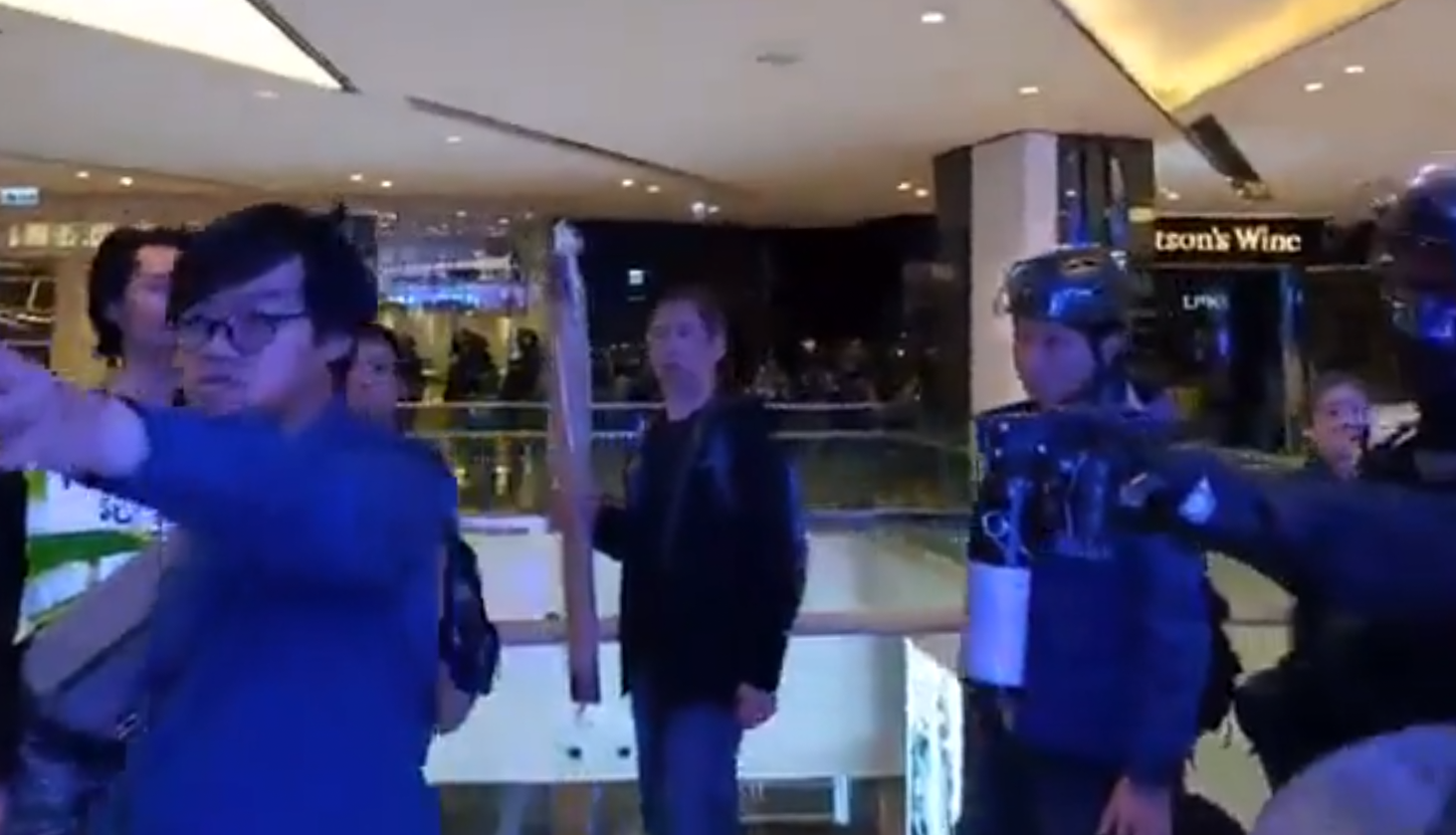
速龍小隊指罵候任區議員張秀賢
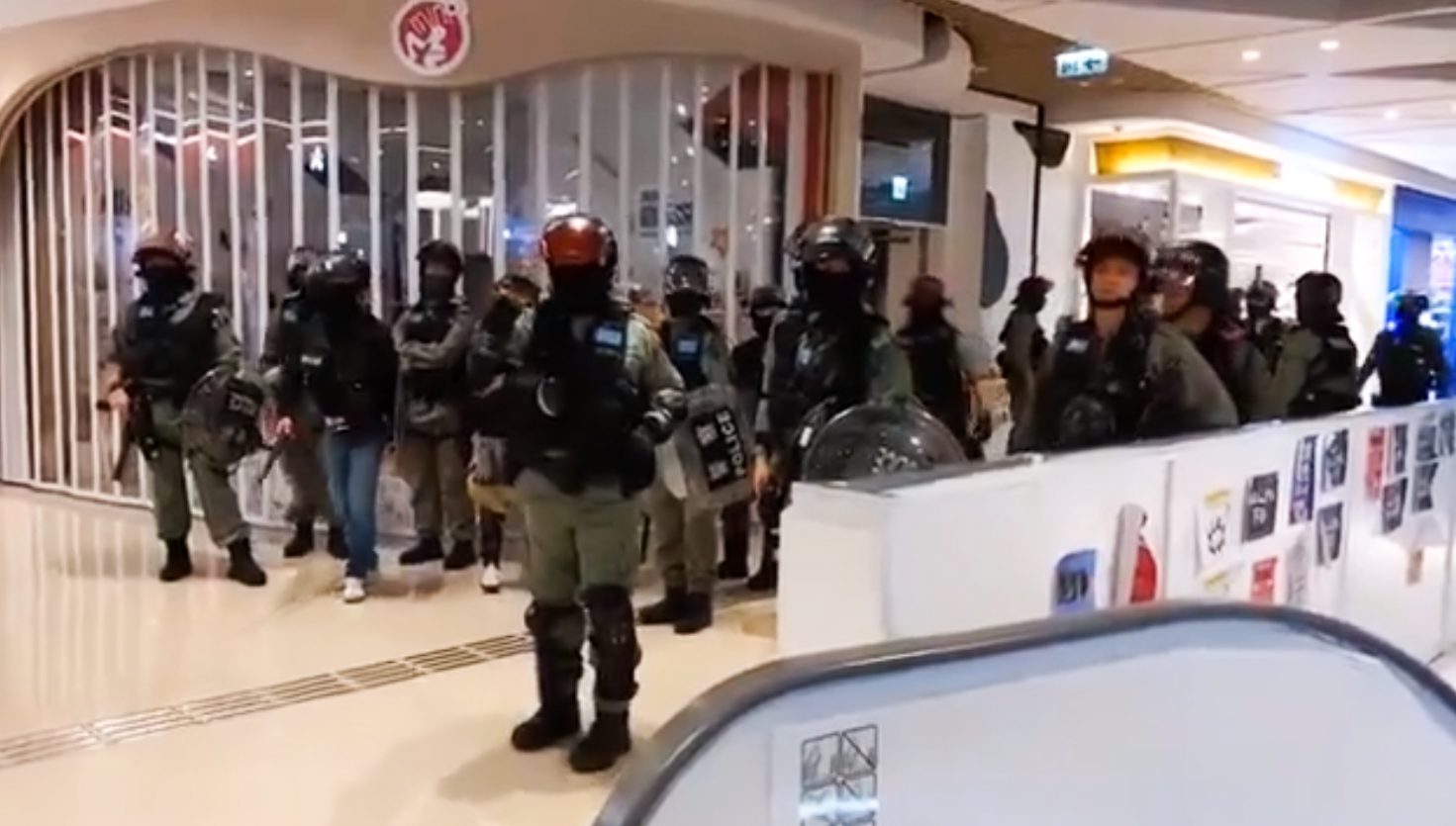
警員在商場2樓設封鎖線

### 沙田

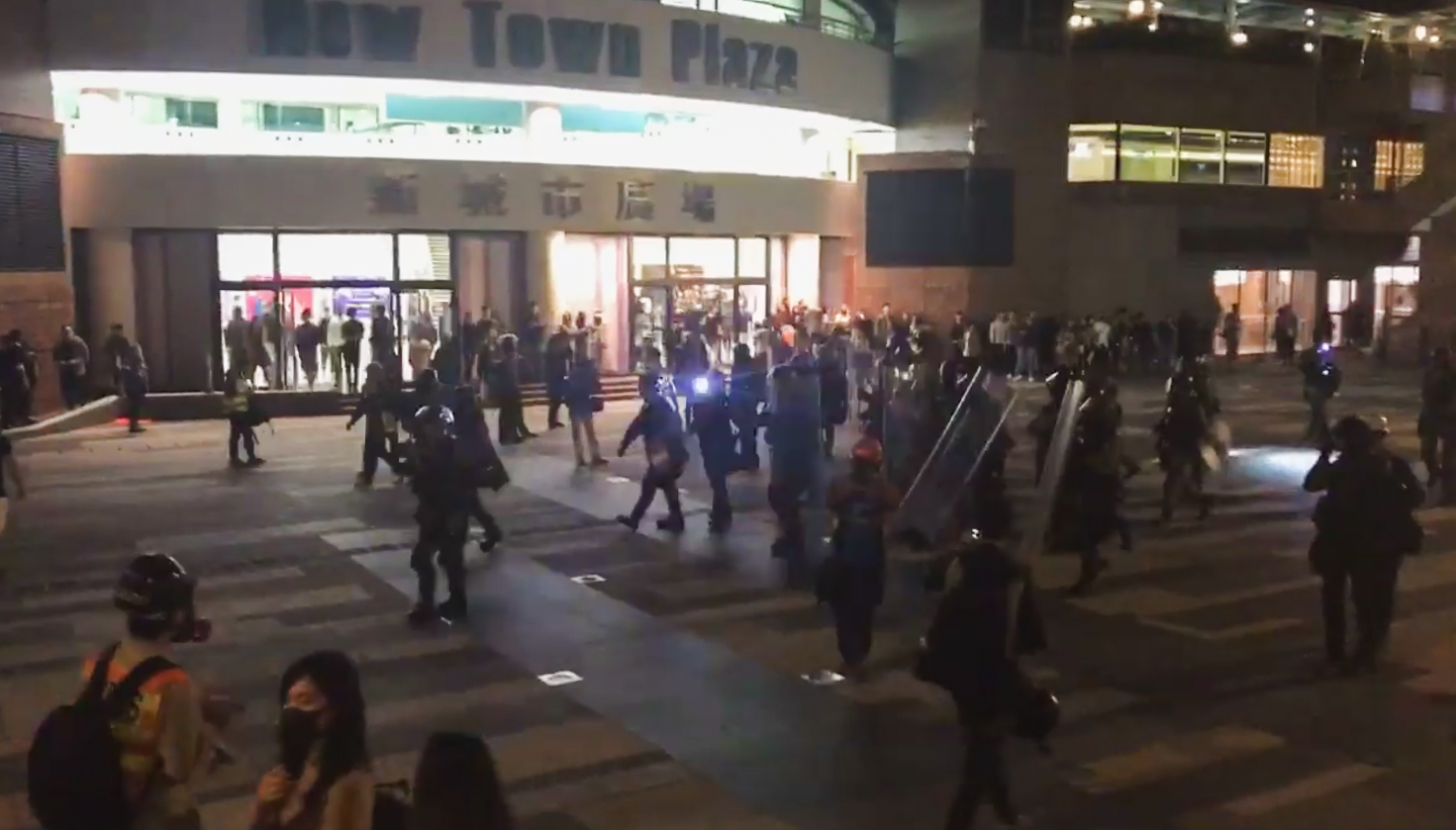
近百名防暴警員在新城市廣場外進行清場行動

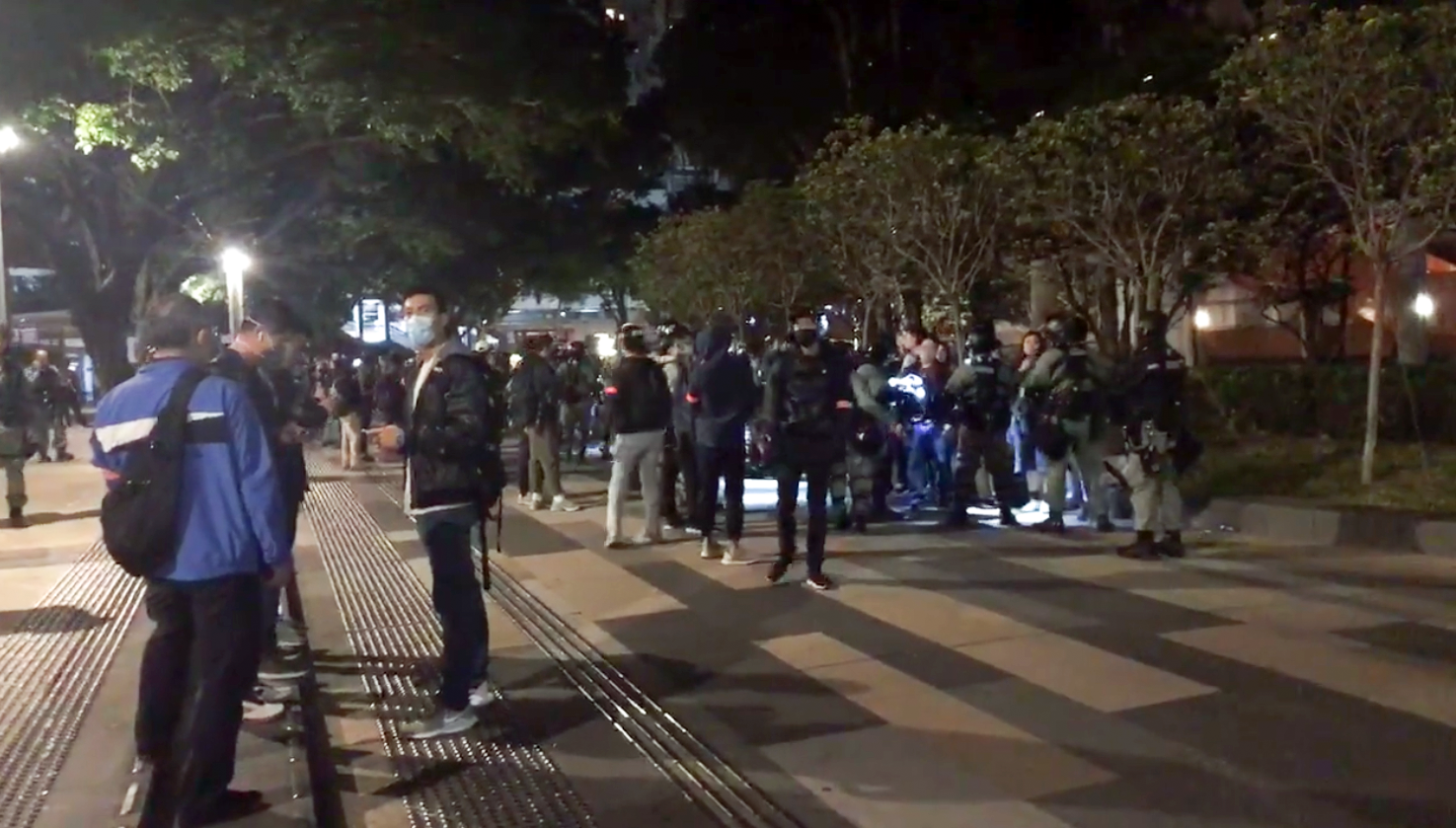
近200名便衣和防暴警員在沙田大會堂外截查多人

12月24日平安夜晚上，商場大批市民聚集和高喊口號，多名便衣警員在商場不同位置監視。晚上7時，當市民發現4樓往沙田廣場的通道有便衣警員時指罵及包圍，便衣警揮動警棍及舉起胡椒噴霧驅散。晚上7時55分，多名防暴警察一度進入商場。到晚上8時11分防暴警察離場後，約400名市民在中庭聚集，高唱《願榮光歸香港》，大量便衣警員繼續在場內觀察。
到晚上約9時，示威者向新城市廣場第三期方向遊行，晚上約9時27分，多輛警車到希爾頓中心對出，而連接希爾頓中心及新城市廣場第三期的行人天橋上有不少市民聚集，有人用雷射筆照射警員。而地面的防暴警察指天橋上有人非法集結，一度舉出藍旗警告他們，但並有未採取進一步行動。數分鐘後，防暴警員無視希爾頓中心商場保安攔阻進入商場，往3樓通往新城市廣場三期的位置，要求市民離開，並在天橋上駐守。
到晚上10時35分，一名女子在新城市廣場被捕。而200名警員於大會堂百步梯和新城市廣場外截查市民。

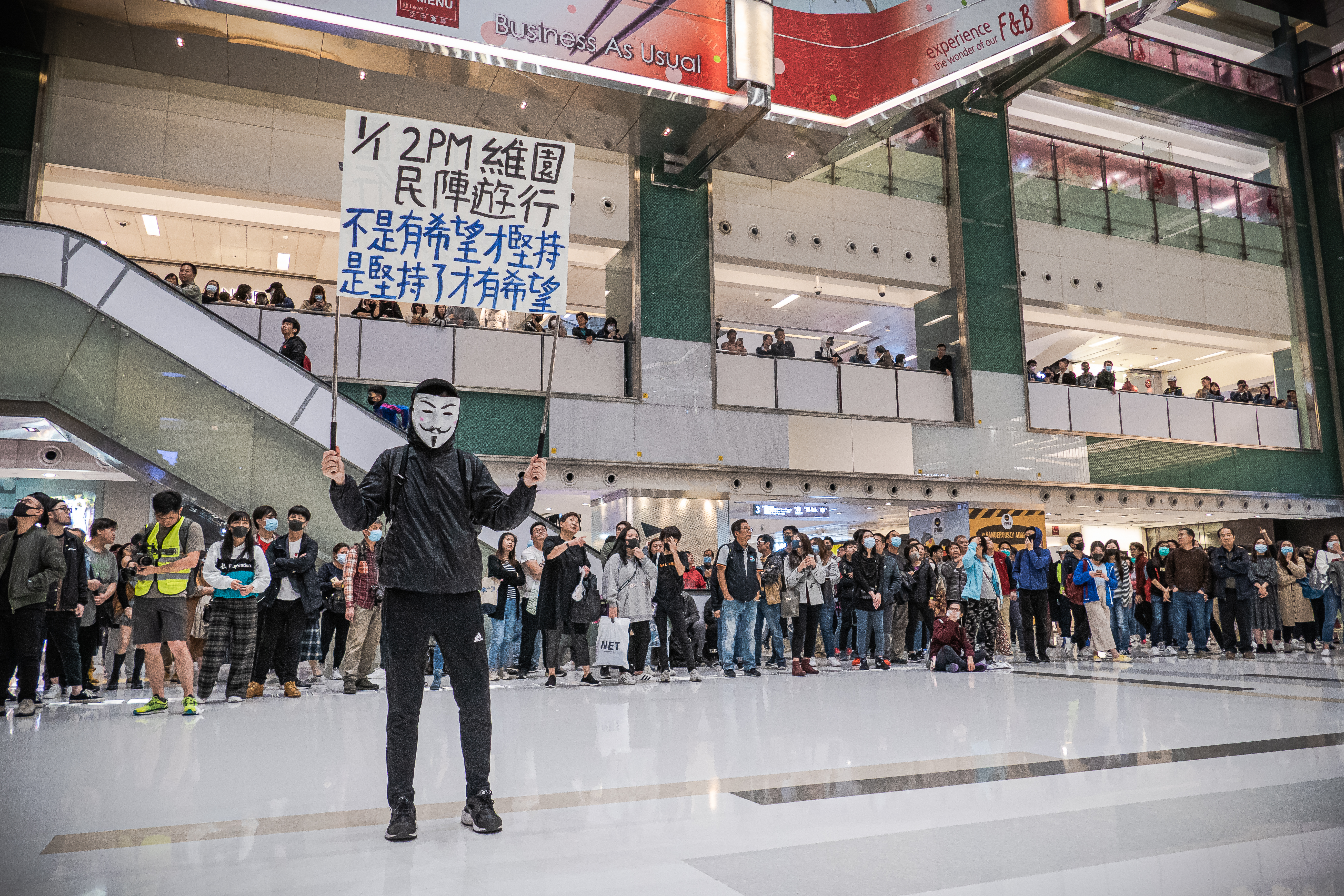
晚上8時11分，防暴警察離場後，約400名市民在中庭聚集，高唱《願榮光歸香港》
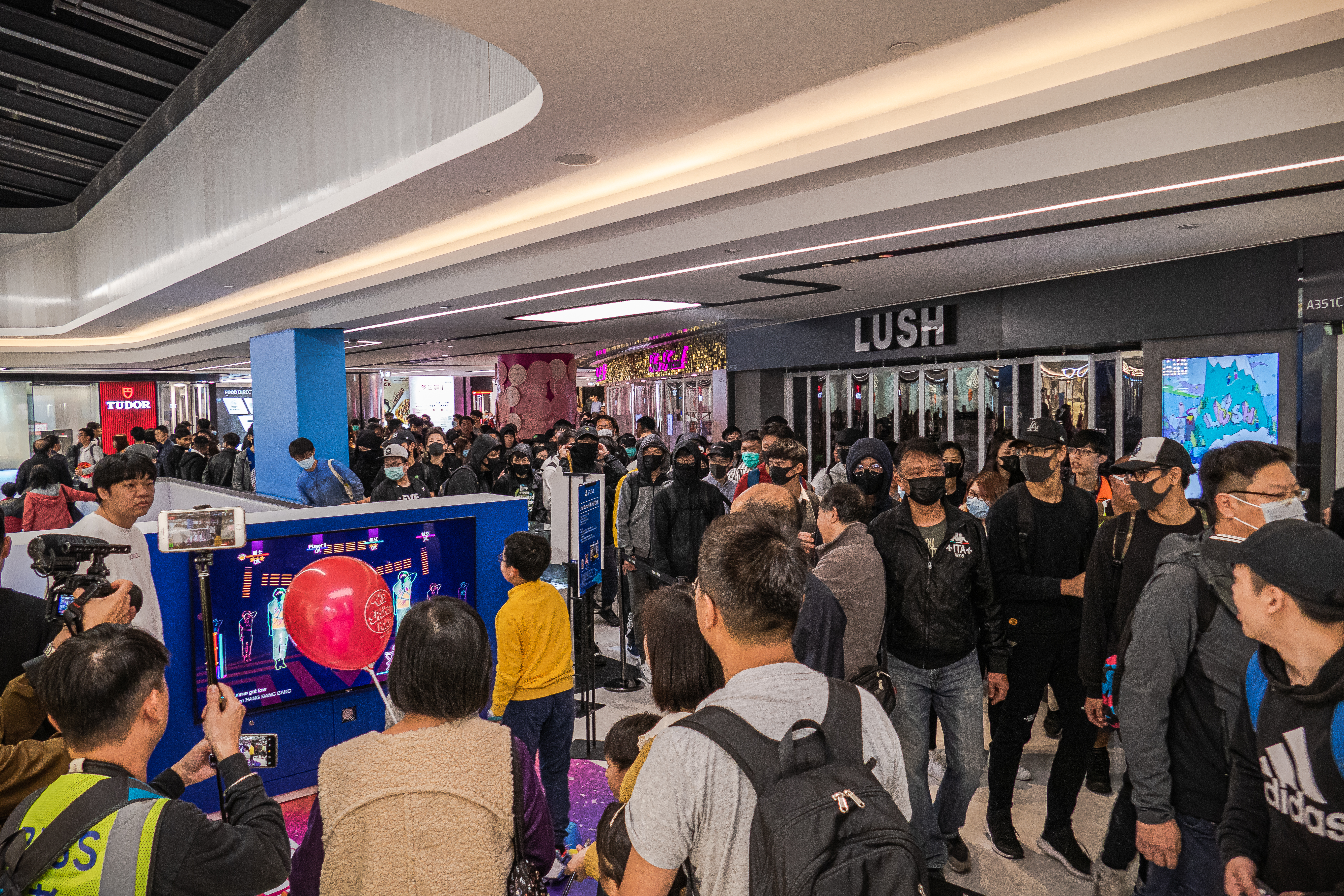
晚上約9時，示威者在新城市廣場第三期遊行
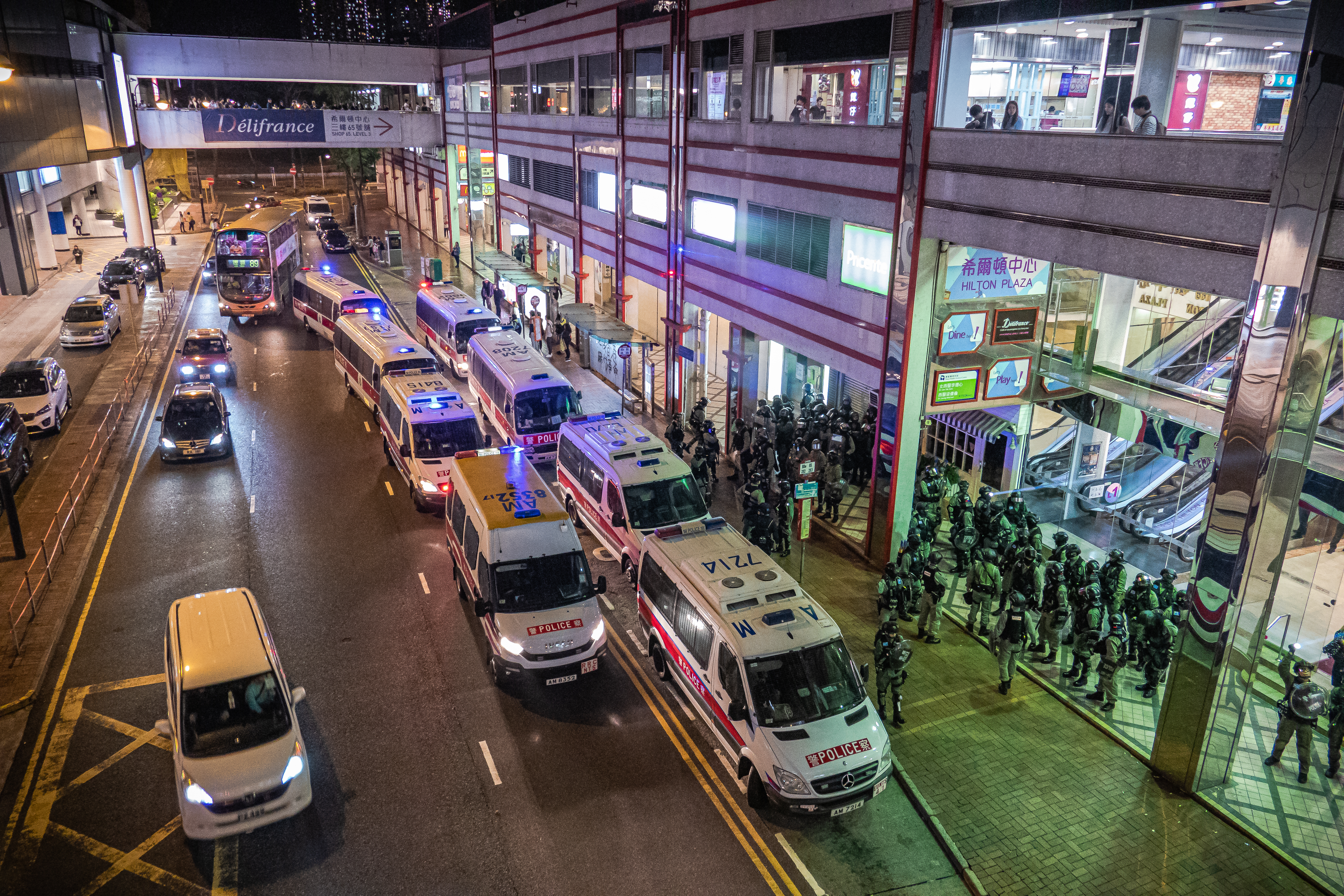
晚上約9時27分，多輛警車到希爾頓中心對出
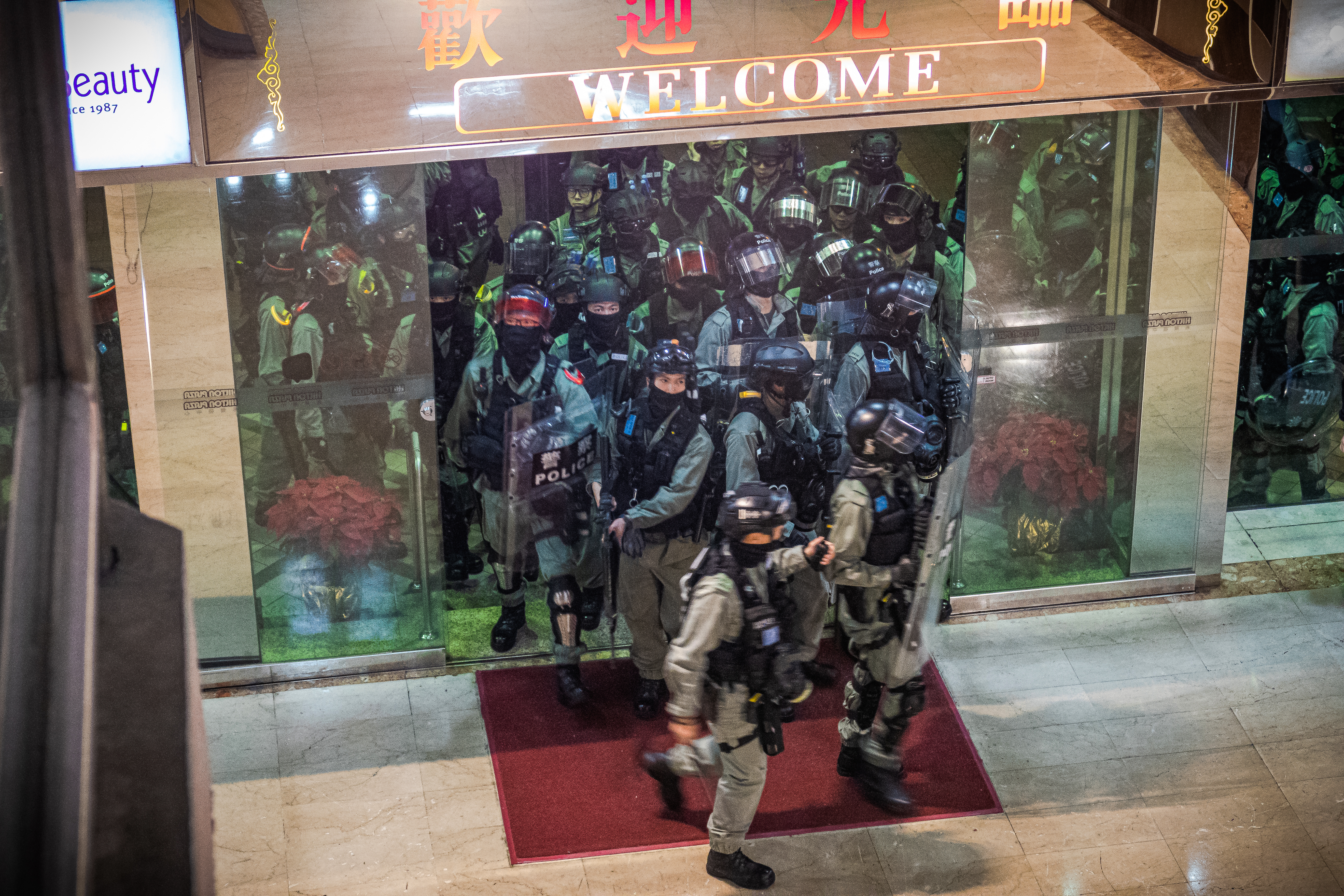
防暴警無視希爾頓中心商場保安員攔阻，進入商場
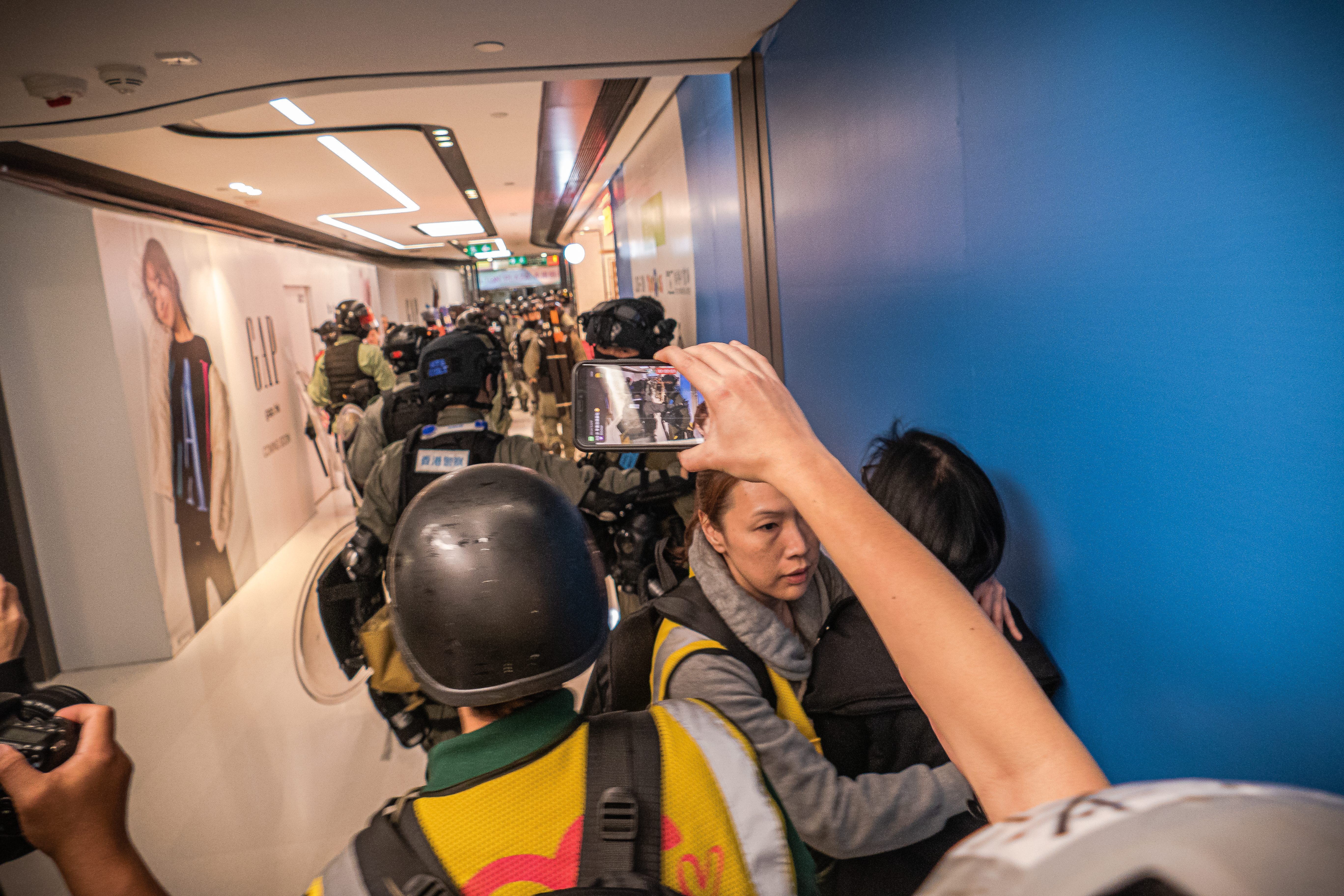
防暴警員進入新城市廣場第三期，引起市民不安
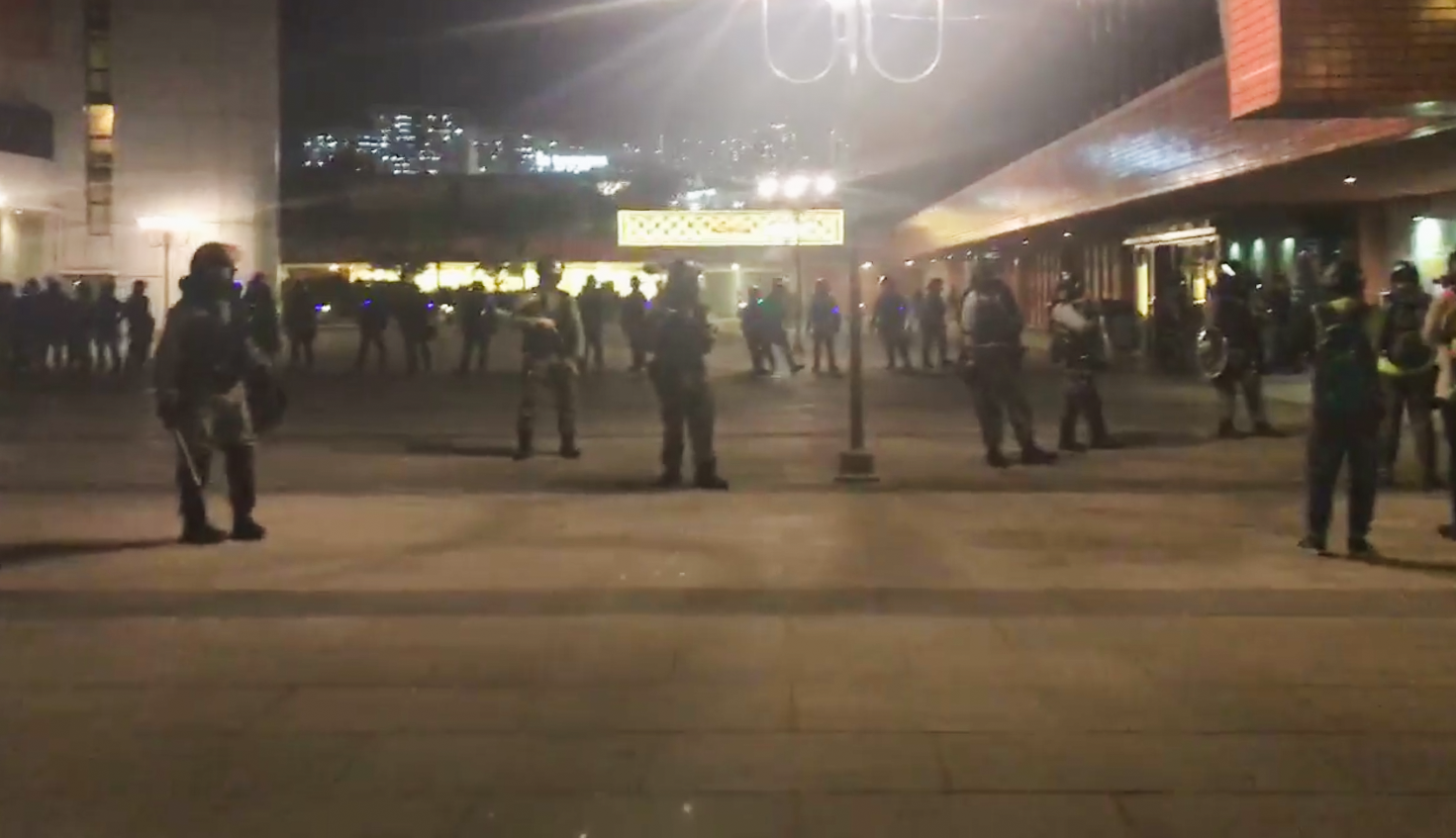
沙田大會堂平台有近百名防暴警員
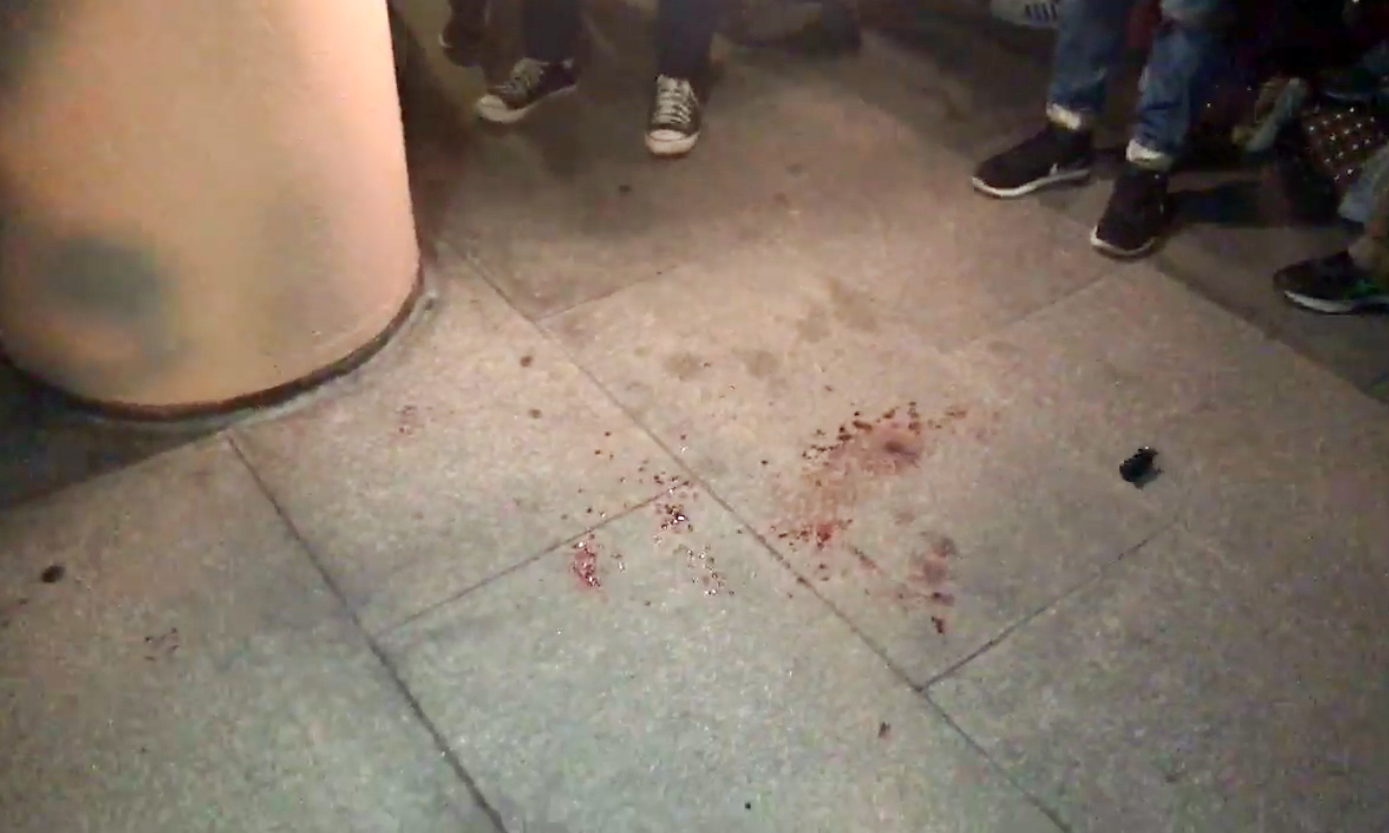
沙田大會堂百步梯留下大量血跡

## 軼事
原於教會出席活動的佐敦南選區候任區議員陳梓維，在接到海港城有警民衝突發生後，立即趕赴事發現場了解情況。在他抵達門口及經社交專頁向網民直播現場情況時，一名認得陳為候任區議員的防暴警察，要求陳控制及處理現場環境，但最後因說話引起現場民眾不滿，該防暴警察亦要退至商場入口。而在訪問結束之後，有警員手指着陳，並以其會考成績揶揄其，不過將其名字叫錯作「陳辛維」，最後需要陳向該警員即時糾正自己名字為「陳梓維」，令對方極其尷尬。該名警員亦因此廣受網民嘲笑。

## 事件後各界回應
- 香港政府凌晨發新聞稿，嚴厲譴責「蒙面暴徒」在各區非法集結，又特別提及在尖沙咀有人揮動港獨旗幟。[20]
- 滙豐銀行于翌日上午发表声明，對旺角分行受破壞感遺憾，該行繼續如常運作。汇丰又重申，關閉星火同盟帳戶合法及符合國際監管標準[7]。
- 香港觀察（Hong Kong Watch）於25日發表聲明，譴責警方再次在喜慶節日裏，向示威者以至和平地購物的市民濫用暴力，要求英國帶領國際社會成立跨國聯絡小組，共同協商一個「全球政策」來應對香港危機。[21]
- 包括前坎特伯雷大主教 Rowan Williams 在內的多名英國宗教領袖已去信英國首相約翰遜及外相藍韜文，要求採取實質行動保障香港的高度自治及基本自由，要求英國擴大 BNO 持有人的權利，在英國為港人提供安全的避難所，又批評英國沒有履行《中英聯合聲明》的法律、歷史及道德義務。[22]
- 立法會金融界立法會議員陳振英批評示威者破壞銀行行為不可接受，因匯豐在星火事件中跟程序辦事，不應受到遷怒；又擔心有關行為打擊外資來港信心，民生亦受拖累，對市民提款會造成極大不便，尤其長者。[23]

## 法庭提堂
- 4名男子於12月24日在尖沙咀海港城襲擊執行職務的警務人員。分別被控襲警及抗拒警務人員罪，4人分4案於26日於屯門裁判法院提堂，暫毋須答辯。其中1名被告仍然留院未能出庭，其餘三人案件押後至2020年1月24日再訊。留院男子押後至本月30日，以待出院後提堂。3名出庭男子中，2人不准保釋，1人獲准以一萬元保䆁。[24]2020年1月24日於九龍城裁判法院再訊，3人獲准保釋，案件押後至2月21日答辯。[25]

- 3男1女於12月24日在旺角及尖沙咀一帶的示威中，被發現管有對講機，能發出雷射光束的裝置，剪刀，索帶，及保管或控制一支噴漆和打火機，及襲擊執行職責的警務人員；被控無牌管有無線電通訊器具罪，公眾地方管有攻擊性武器罪，管有適合作非法用途的工具罪，及襲警罪。2020年6月23日於九龍城裁判法院提堂。被告獲准保釋，分別押後至7月21日，8月4日，8月11日及8月18日再訊。[26]

- 一名25歲男地產經紀被指在尖沙咀海港城港威商場2樓，被指拍打一名身穿便衣的警長，並把文宣貼紙貼上其背部，而被控襲警罪。被告在續審前被還押31天。而辯方盤問期間認為其打扮與示威者相似，質疑便衣警員隱瞞身份，而被告也知道他是警員。不過警長不同意說法，反指被告一早已經能夠識別身份，但他承認自己案發時未有出示過委任證。[27]最後九龍城裁判法院法官陳慧敏直指被告在便衣警員的背部貼上文宣的行為是「愚昩無比」、極具羞辱成份，是公然對警權作出挑戰。同時指被告口供不盡不實，認為警員證人錯誤微不足道，判處被告監禁3星期。[28]

- 一名20歲IVE男學生被指在港威商場3樓投擲紙張，其後便衣警員制服期間揮動四肢並不斷掙扎。而警員報稱在拘捕疑犯期間，其額頭和拇指等處受傷，而被告抗辯時表示遭制服後被警員扑頭。而辯方指是警員從後扯被告的背囊，並箍首被告頸部。其後更帶他去後巷，要求他跪在地上，繼而扯頭撼牆，再用警棍打及掌摑他。不過警員不同意有關說法。經審訊後，裁判官葉啓亮裁定3項拒捕罪罪成，判監6個月。他認為案件發生不足一分鐘，場面混亂，指便衣警員聽不到同袍表露身份或出示委任證乃人之常情，形容三名警員誠實可靠。反批評男生沒有勇氣承擔罪責。被告就定罪及刑期上訴，裁判官批准被告以一萬元現金擔保。[29]同日，一名25歲男地產經紀在商場2樓拍打便衣警長背部，在其背貼上文宣，被裁定襲警罪成判囚3星期，他不服定罪提出上訴。法官張慧玲認為上訴人必定知悉事主的『疑似』警員身份，指出未經他人同意下在背上貼文宣，明顯是侮辱性行為。法官更指上訴人明顯懷著敵意，蓄意施加非法武力，最終駁回上訴及維持原判。[30]

- 1名23歲中大醫科生被控在2019年12月24日平安夜於元朗形點商場一期「和你sing」中非法集結及拒捕罪，他否認控罪。經審訊後，粉嶺裁判法院裁判官陳炳宙指被告在案發期間身穿「光復香港 時代革命」的上衣，而前面寫上印有「暴大抗爭 Major in revolution Rioters University」的字句，斥被告的上衣是「直接衝擊基本法」、「對香港政府抗爭的意圖和用心昭然若揭」和「唔想煎熬咪自己守法囉」。法官同時反對辯方的說法，指出一般守法市民不會在大型商場攜帶黑口罩、護目鏡、手套和黃色頭盔等裝備，指出被告是希望掩飾身分，認為他並非路過商場，更認為被告一直用手機拍攝，屬「假扮記者」的行為。雖然無證據顯示被告作出擾亂秩序，或辱罵警察的行為，不過法官根據「共同犯罪計劃」原則，加上認為有關活動令商戶蒙受無巨大損失和「血本無歸」，裁定「非法集結」罪名成立，判處1年8個月。旁聽人士得知結果後一片嘩然，怒斥「唔係官，係禽獸嚟」、「商場執唔執關你咩事」。[31]醫科生不服定罪及判刑提出上訴，並指當日是只是以普通市民好奇拍攝紀錄。不過法官陳仲衡指由於被告的衣服字眼，當日亦戴上頭盔等示威者常見裝備，又以黑口罩故意遮樣，加上防暴警察驅散和進行拘捕下仍然不願離去，反映他正參與非法集結，最終駁回定罪上訴。但同時指原審法官單憑T裇便稱上訴人重犯機會高，「未免是過於武斷」，最後減刑6個月，監禁14個月。[32]到2023年1月，他因該定罪紀錄而在醫委會接受紀律聆訊。張沒有律師代表，也沒陳詞回應。而求情時指自己干犯的非法集結罪不涉專業失。當5人研訊小組退席商議約1.5小時後，裁定他違反《醫生註冊條例》，罰除牌6個月，緩刑36個月。[33]

- 一名19歲患自閉症的男學生被控前年12月24日平安夜在元朗形點商場一期「和你sing」中管有鎚仔及扳手，被告承認控罪。裁判官陳炳宙批評為被告撰寫報告的精神科醫生不中立，形容醫生的文字無意中暴露為被告說話的意圖，為「不經意成為被告的代言人」，又指被告是「自己選擇受壞人影響」。而裁判官亦批評被告中學校長及老師為他撰寫求情信是「憑甚麼把被告稱讚得那麼優秀」，認為無法改變本案嚴重程度，並指出被告曾因偷拍裙底被警司警誡，而中六操行僅獲 C 級。他反建議教育局應就撰寫求情信發出指引，以免濫用法庭對教師的信任。雖然沒有直接證據指被告有份參與，不過法官認為當日被告是跟隨「暴徒」在商場遊走和破壞，對商場員工及市民構成恐慌，並影響商場正常營業，加上形容被告是暴力示威者打扮，最後判被告入更生中心。[34]

- 1名男學生於2019年12月24日，在海港城3樓抵抗2名警長及1名警署警長，被控3項抗拒警務人員罪，於2021年被判罪成判監6個月，但准保釋等候上訴。高等法院原訟庭法官李運騰於2022年6月2日開庭，處理其定罪及刑罰上訴，最後決定押後至8月4日作裁決，期間上訴人繼續獲准保釋。[35]2022年8月4日，高等法院原訟庭法官陳仲衡同意答辯方律政司指，警長A除了多次表露警察身份外，還勸告勞不要逃跑、停止反抗，在此情況下，勞不可能誤以為對方是黑社會或暴徒，也不可能在不清楚對方身份的情況下，採取更激烈的身體對抗，陳仲衡認為勞明顯知道A的警察身份，他是為了掙脱警方制服才作出激烈反抗。其次，案中證據顯示勞自被警長A捉住一刻便不斷激烈反抗和掙扎，而非在警方使用勞聲稱的過分武力才有所反應。勞辯稱有人曾用硬物打他頭部，陳仲衡同意被告的頭部有多處傷痕，其傷勢不輕，與警長A相若，但沒有足夠證據推論被告的頭部傷勢是由警員襲擊造成，裁判官也有足夠理由相信警員當時沒有使用警棍，因此不接受被告自衞的辯護。最後，陳仲衡信納裁判官在審訊時已小心分析被告的證供，沒有剛愎武斷或遺漏的情況，判刑亦非明顯過重，因此駁回被告的定罪和判刑上訴。被告即時入獄服刑。[36]

- 一名案發時修讀幼兒教育的22歲女學生，於2019年12月24日晚上在旺角朗豪坊4樓中庭與其他人一起參與非法集結，以及向2名警員投擲奶茶，被控非法集結罪及2項襲警罪。被告認罪求情指當日由於父親病情影響到心情，所以相約朋友到商場購物散心，其後一時情緒失控而犯案，投擲奶茶後即時向警察道歉。而自己因案件而未能從事理想的幼兒教育工作。不過西九龍裁判法院主任裁判官徐綺薇指被告與警方「正面交鋒」，可能導致他人效法而增加衝突風險，最終判被告監禁4個月。[37]

- 1名21歲地盤工人，於2019年12月24日在元朗形點II的商場2樓襲擊警員7272曾彼得。被控襲警罪，他否認控罪，經審訊後，2022年9月21日在粉嶺裁判法院被裁判官陳炳宙裁定罪名成立。10月5日判處被告入勞教中心。

陳炳宙引述案例指，警員是維持法紀和治安的代表，襲警屬嚴重罪行，須要判處具阻嚇性刑罰，一般而言會判處即時監禁。被告否認控罪，事發後亦未有向涉事警員道歉，「看不見有任何真誠悔意」，因此拒絕辯方申請為被告索取社會服務令報告。辯方呈交的4宗案例，指當中的3宗案例均在 2015 年發生，是在「一連串騷亂事件」前出現，認為已失去參考價值。他指本案是具動亂背景的案件，因此只會參考另一宗在2020年發生的襲警案例。
被告雖然沒有武器，但案發時出盡全力撞向警員，陳炳宙形容「猶如用身體做巨形鉛球」，又稱要想像花多少力氣才可將成年人拖行，指警員沒有受嚴重傷害屬僥倖。他又指，滋事份子利用網絡作「非法煽動」，破壞社會安寧。事發時被告的行為有機會引起他人效法。他稱，由呈堂片段可見被告由 2 樓跌下後，至少有 2 人向警員破口大罵。陳炳宙稱被告受傷是「咎由自取」。因此拒絕接納被告受驚恐突襲影響等「捏造抗辯理由」。
被告在審訊期間稱，案發時受驚恐突襲影響，質疑他為何見到示威者時沒發作，反而會在見到「保障市民性命財產的警員」時發作，稱「受甚麼荼毒才會有如此想法？」，認為要有足夠時間讓懲教人員教育他，盡一切關懷他，讓被告學懂尊重執法人員。被告適合到勞教中心，認為他需要體驗「具震撼性經歷」，理解自身的行為是不為法治社會容許，稱「縮短羈留期間的渴望，必定是被告改過的動力。」
- 1名16歲男生於2019年12月24日，在元朗形點I及II內與利逸郎及其他不知名人士，參與非法集結。被控非法集結罪，被告認罪，2021年7月15日在粉嶺裁判法院由主任裁判官蘇文隆判入更生中心。[41]

- 6人被控當日在旺角朗豪坊4樓中庭參與遊行被控非法集結等8項罪名。當中5男否認控罪，而22歲教師早前承認全部控罪，被判囚4個月。到2023年2月10日，裁判官李志豪在區域法院認為穿黑衣、戴口罩未能進一步佐證掩飾身分，現場環境十分混亂下，加上涉事警員作供時承認當時便衣當值下而沒有出示委員證表明身分，裁定其中4人全部罪名不成立。餘下一名案發時18歲男生因有參與叫罵警員，被判罪成。裁判官下令為被告索取勞教及更生中心報告，還押至2月24日判刑。[42]